# Conquête de l'Algérie par la France
Conquête de l'Algérie par la France
Batailles
- Dellys (1830) (en)
- Sidi-Ferruch (1830)
- Staoueli (1830)
- Sidi Khalef (1830)
- Alger (1830)
- Blida (1830)
- Oran (1831)
- Bône (1832)
- 1re Bougie (1833)
- 2e Bougie (1835)
- 1re Constantine (1836)
- 2e Constantine (1837)

- Kheng-Nettah (1832)

- Sig (1835)
- Macta (1835)
- Mascara (1835)
- Habrah (1835)
- Tlemcen
- Sikkak (1836)
- Somah
- Dellys (1837) (en)

- Portes de Fer (1839)
- Mazagran (1840)
- Afroum
- Mouzaïa (1840)
- Médéa
- Matamores de Bou-Chouicha (1840)
- Ammal (1840)
- La Smala (1843)
- Isly (1844)
- Dellys (1844) (en)
- Sidi-Brahim (1845)

- Sebaou
- Chellata
- Aït Aziz

- Zibans (1844)
- Zaatcha (1849)
- Nara (1850)
- Laghouat (1852)
- Mokrani (1871)

- 1re Hoggar (1902)
- Tit (1902)
- 2e Hoggar (1902)

- Ksar el-Azoudj (1903)
- Taghit (1903)
- El-Moungar (1903)

La conquête de l'Algérie par la France se déroule en plusieurs étapes distinctes. Elle débute par le débarquement de l'armée d'Afrique à Sidi-Ferruch (Alger) le 14 juin 1830 commandée par le général de Bourmont, et s'achève en partie lors de la reddition formelle de l'émir Abdelkader au duc d'Aumale, le 23 décembre 1847. Cette phase initiale de la conquête se termine par la soumission des populations d'Algérie à la Royauté puis plus tard par la création des départements français d'Algérie en décembre 1848. Des campagnes de pacification du territoire continuent cependant de se dérouler durant les décennies qui suivent, et la conquête du Sahara n'est achevée qu'en 1904.
Dès 1830, la conquête de l'Algérie est accompagnée d'une colonisation de peuplement forcée par la nécessité de ravitailler en vivres les forces militaires grandissantes : les militaires français deviennent des colons en s'installant et aménageant le territoire conquis. Les pionniers sont par la suite rejoints par des paysans pauvres du Midi de la France et de Corse, des Alsaciens-Lorrains fuyant leur région annexée par l'Allemagne en 1871, des immigrants étrangers arrivant par vagues successives des pays méditerranéens frontaliers (Espagne, Italie mais aussi Malte, possession britannique depuis 1814). Quelques proscrits politiques exilés par le gouvernement français s'établissent également dans la nouvelle colonie, tout comme des ressortissants d'Allemagne et de Suisse, encouragés à prendre part à la colonisation.

## Chronologie de la conquête de l'Algérie
La première étape de la conquête commence avec la régence d'Alger, la partie septentrionale de l'Algérie (le Sahara étant un territoire généralement associé bien qu'indépendant) de juin à juillet 1830 et prend fin avec la signature de l'accord de soumission du régent d'Alger Hussein Dey le 5 juillet 1830 à Alger. La seconde étape commence avec la conquête de l'État d'Abdelkader de 1832 à 1847 et s'achève officiellement avec la signature de l'armistice par l'émir Abdelkader ibn Muhieddine à Sidi Tahar le 23 décembre 1847 (il remet sa reddition au capitaine François Achille Bazaine le 21 décembre). Les territoires de l'ancienne régence d'Alger et ceux de l'État algérien sont annexés à la France en 1848 par la création de trois départements (département d'Oran à l'ouest, département d'Alger au centre et département de Constantine à l'est). La dernière étape concerne le Sud algérien. Elle se termine avec sa conquête de mai à décembre 1902 et conduit au traité de reddition de la confédération touarègue Kel Ahaggar du Sahara en décembre 1902. Ceci entraîne la création le 24 décembre 1902 des territoires du Sud (rattachés ensuite[réf. nécessaire] à l'Algérie), qui seront départementalisés le 7 août 1957 avec la création des deux départements français du Sahara (département de la Saoura à l'ouest et département des Oasis à l'est).

### Chronologie
- Le blocus maritime de la régence d'Alger (1827-1830) (après le blocus britannique de 1824).
- Le débarquement du corps expéditionnaire français à Sidi-Ferruch, le 14 juin 1830.
- La prise d'Alger, le 5 juillet 1830, par les troupes françaises, commandées par Louis Auguste Victor de Ghaisne, comte de Bourmont.
- L'occupation des ports du littoral et le principe de l'occupation restreinte[Quand ?].
- La guerre contre l'émir Abdelkader et sa tentative de créer un État sur les ruines de la Régence, de 1836 à 1848.
- La chute de Constantine, 1837.
- La défaite de l'émir et le découpage de l'Algérie en trois départements en 1848.
- La politique de la terre brûlée (1851-1860).
- Le décret Crémieux et la naturalisation des populations juives algériennes, 1870.
- La révolte de Mokrani (1870-1871).
- L’expropriation des terres des tribus et le code de l'indigénat[Quand ?].
- La révolte du cheikh Bouamama au sud-ouest (1882-1902).
- Des opérations de colonisation des populations et des territoires, et les campagnes du Sahara (1882-1902)[24] : territoires du Sud (1902-1957).

## Avant la conquête

### Situation de la régence d'Alger (1802 – 1829)
La régence d'Alger, dont le territoire correspond à la partie non saharienne de l'Algérie actuelle, est théoriquement une dépendance de l'Empire ottoman, en fait totalement autonome,. Elle est dirigée par le dey d'Alger.
Le territoire de la régence est réparti entre le « territoire du sultan » (Alger, le Sahel et la Mitidja) et trois beyliks dont les responsables, les beys, sont nommés par le dey : les beyliks du Titteri (chef-lieu : Médéa), d'Oran et de Constantine.
La régence est en déclin depuis le début des guerres napoléoniennes qui entravent le commerce en Méditerranée. De 1802 à 1821, le pays est en proie à la violente dissidence des tribus de l'arrière-pays et à la rébellion de certaines populations qui affichent ouvertement leur désir de se débarrasser de la Régence (révolte de Belahrach). Sur le plan militaire, la flotte d'Alger est dépassée et ne peut plus tenir tête aux marines des pays européens ; à partir de 1815, les flottes britannique et française dominent la Méditerranée. Cependant, un an après une dernière intervention navale américaine, Alger subit en 1816 un bombardement néerlando-britannique mené par Lord Exmouth. Quant à la traite des esclaves, avec le déclin de la course (corso), la chute est fulgurante : 2 000 esclaves à la fin du XVIIIe siècle, 400 en 1830.
Les revenus du dey d'Alger baissent et se retrouvent gravement compromis. Pour compenser la perte des revenus maritimes et du commerce, celui-ci accroît la pression fiscale, mal supportée par la paysannerie.
Pour échapper au pouvoir central, une partie de la population (celle des hauts-plateaux) se nomadise. Une autre partie (les montagnards) déclare la guerre au pouvoir. La production de blé algérien se heurte au monopole de spéculateurs peu scrupuleux[réf. nécessaire] et à la concurrence de l'Europe de l'Est, et la chute de l'Empire français a privé la régence d'Alger d'un grand importateur.
La crise sociale déclenche une crise politique, le dey d'Alger semble contesté par les beys. L'implosion intérieure est effective dans les années 1820. Le pays est fragilisé. Après l'Affaire de l'éventail, l’Algérie est soumise à un blocus maritime de la part de la France à partir de juin 1827, qui va durer trois ans.

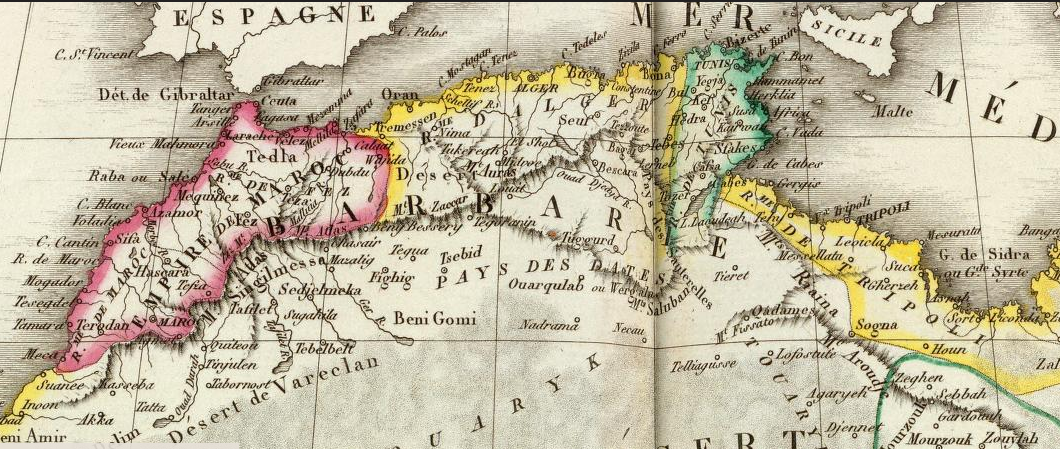
Carte de la régence d'Alger, 1814.

### Situation du royaume de France
Le gouvernement français avait attendu trois ans après le « coup d'éventail » de 1827 (raison affichée de la conquête). En fait, le gouvernement ultra du prince de Polignac espérait non seulement revivre les conquêtes militaires de Napoléon et consolider l’influence française dans le bassin occidental de la Méditerranée, mais aussi juguler l'opposition intérieure pour renouer avec le prestige monarchique dont rêvait Charles X (roi de France de 1824 à 1830).
Un blocus maritime est mis en place. L'invasion est conseillée par Polignac, afin de sauver la situation intérieure française. Charles X avoue vouloir « retrouver l'esprit des victoires de Cortès[réf. nécessaire] » avec l'espoir de conquérir l'Afrique.
Selon Pierre Péan, Charles X est également à court de trésorerie et l'immense pactole que constituait la fortune du dey d'Alger pouvait représenter un objectif majeur de cette expédition. Dans son ouvrage « main basse sur Alger, enquête sur un pillage, juillet 1830 », l’origine des fortunes des familles Seillière et Schneider trouve son origine dans le détournement de ce trésor retrouvé dans la casbah.
La théorie selon laquelle la santé financière du royaume de France durant la régence de Charles X fut la motivation principale pour la conquête de l'Algérie avancée par le journaliste Pierre Péan est contestée par le controversé historien d'extrême droite Bernard Lugan, qui voit dans cette hypothèse un élément du discours anticolonialiste, selon lui aucun document factuel n'atteste à l'époque d'une richesse pécuniaire au sein de la ville d'Alger,,. Pourtant, de nombreux travaux sur le refus de Charles X et de la France de procéder au paiement d'une dette de blé alors due à la Régence d'Alger existent et soutiennent une forme d'opportunisme de la part de Charles X comme origine de la colonisation de la Régence d'Alger,,,,,,.
Charles X saisit alors l'occasion pour monter une expédition punitive sur les côtes algériennes. Cette opération militaire doit lui permettre de détourner l'attention de l'opinion publique face aux difficultés intérieures qui rongent le pays. L'une des raisons avancées pour justifier l'opération est de se débarrasser des pirates barbaresques (qui étaient majoritairement des Européens ou des Turcs mais qui habitaient certaines villes d'Afrique du Nord, dont Alger) qui occupaient la mer Méditerranée depuis trois siècles.
Si ces deux facteurs correspondaient à des réalités historiques, et si la traite négrière continuait d'exister sous la Régence, il ne restait en 1830 qu'un petit nombre d'esclaves chrétiens en Algérie, la majorité des chrétiens dans la province ottomane étant des travailleurs libres. Quant aux pirates, ils avaient fortement réduit leurs activités depuis le XVIIIe siècle. Le Dey avait renoncé en 1818 à la traite des esclaves chrétiens comme à la piraterie à la suite de l'intervention de la flotte britannique deux ans plus tôt, soit plus de dix ans avant le conflit avec la France.

## Guerre d'Alger (1827-1830)

### Affaire de l'éventail

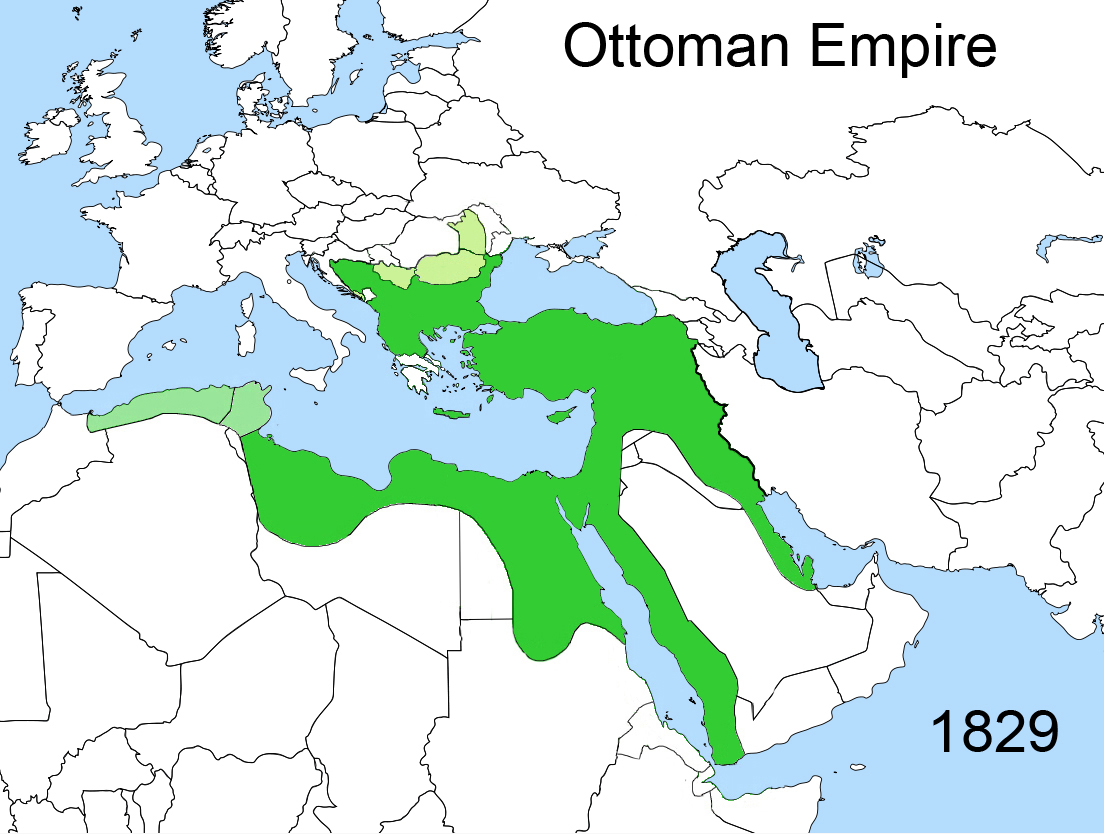
Avant la conquête française de 1830, les régences d'Alger et de Tunis font nominalement partie de l'Empire ottoman.

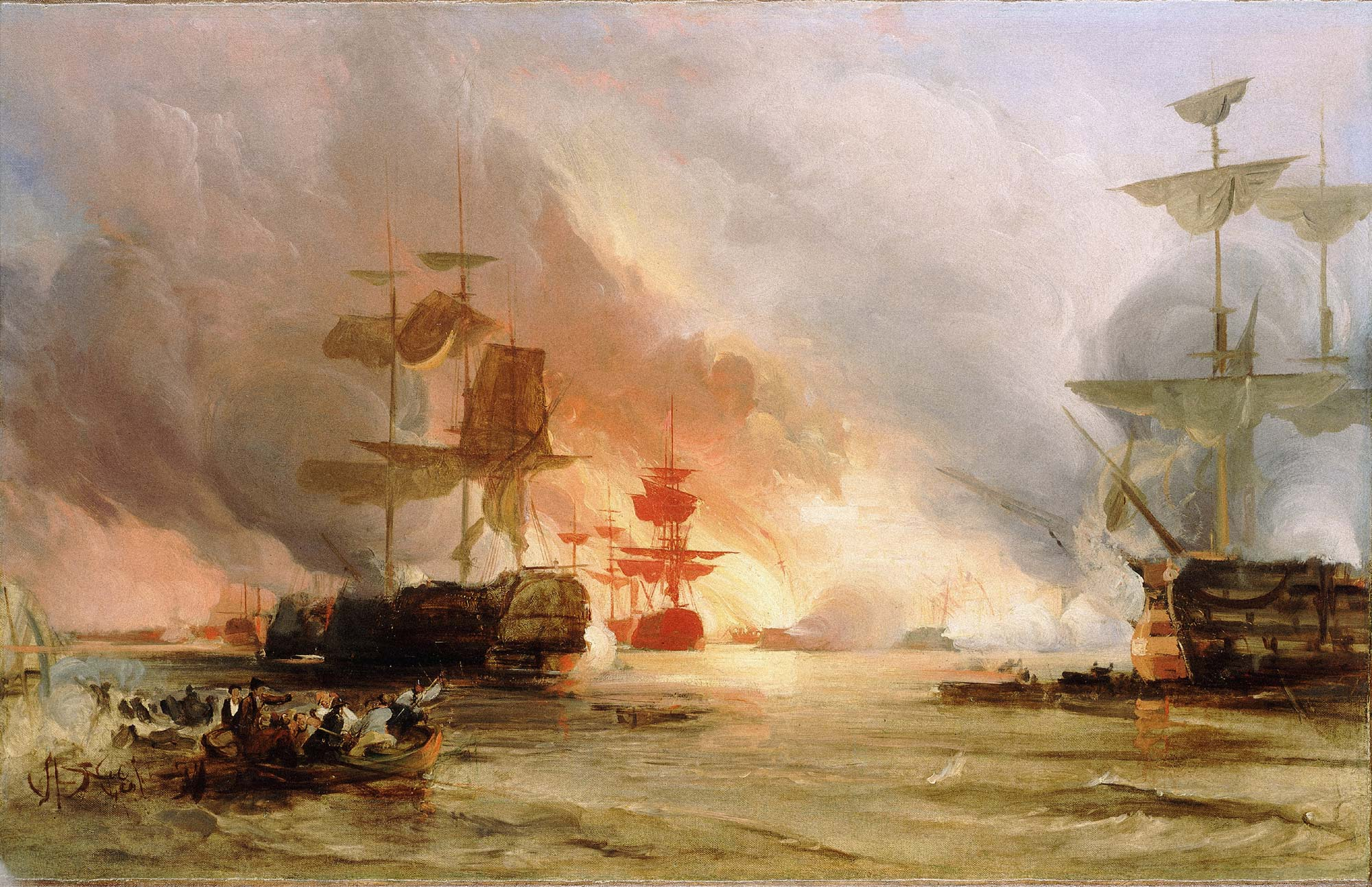
Bombardement d'Alger commandé par l'amiral britannique Lord Exmouth le 27 août 1816.

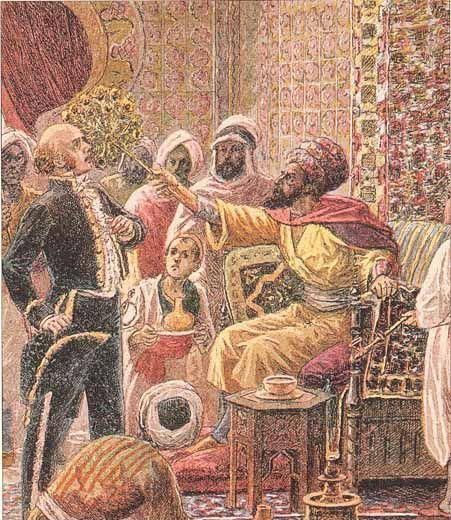
L'affaire de l'éventail entre le pacha Turc Hussein Dey et le consul Français Pierre Deval est le casus belli qui provoque le blocus maritime d'Alger par la marine royale française en 1827.

Carte chronologique de la conquête et de la formation territoriale de l'Algérie.

#### Les dettes de la France
Lors de la campagne d'Égypte de Bonaparte (1798-1799), deux négociants juifs originaires d'Europe du Sud (de Livourne en Italie notamment) Busnach et Bacri, proposent au Directoire de ravitailler en blé l'armée française. Le contrat est signé et le dey d'Alger avance l'argent pour toute l'opération. Les caisses du Directoire sont vides et le paiement est ajourné. Une fois au pouvoir, Napoléon repousse à la fin de la guerre le paiement de ses créances. Sous la Restauration, le gouvernement de Louis XVIII rembourse la moitié de la somme, l'autre partie étant bloquée dans le cadre d'un arbitrage juridique et n'a donc jamais été versée en 1830.

#### L'incident diplomatique
Recevant le 30 avril 1827 en audience le consul de France Pierre Deval dans la Citadelle d'Alger, le dey lui demande la réponse du roi de France à trois lettres « amicales » qu'il lui avait écrites. Le consul lui répondant que le roi ne peut lui répondre, et ajoutant, aux dires du dey, « des paroles outrageantes pour la religion musulmane » (que le dey ne précise pas), celui-ci le frappe « deux ou trois fois de légers coups de chasse-mouche ». Le dey, lors de son passage à Paris en 1831, raconte en termes un peu différents, l'incident au journaliste Auguste Jal : « … hors de moi, je lui donnai en signe de mépris de mon chasse mouche au visage; voilà l’exacte vérité. Il existe beaucoup de témoins de cette scène qui pourront vous dire jusqu’à quel point je fus provoqué. » (Auguste Jal, article dans La Revue de Paris, Volume 31, 1831). Ainsi se trouve constitué un incident diplomatique qui sera exploité par la diplomatie française. Le dey refusant de présenter ses excuses, l'affaire est considérée par la France comme un casus belli entraînant l'envoi d'une escadre pour opérer le blocus du port d'Alger. L'escalade diplomatique conduira à l'expédition d'Alger.

#### Ultimatum au Dey d'Alger (juin 1827)
En juin 1827, le gouvernement français envoie deux missions à Alger, la première est chargée d'évacuer le consul Deval ainsi que tous les ressortissants français d'Alger, la seconde doit adresser un ultimatum au dey d'Alger. La mission d'évacuation est remplie le 11 juin 1827 par la goélette La Torche, tandis que le capitaine Collet, arrivé peu après à bord de La Provence, est à la tête d'une division navale chargée de la mission de négociation. Les relations diplomatiques entre Paris et Alger étant rompues, le consul de Sardaigne Datili de la Tour fait office de médiateur en adressant un ultimatum de 24 heures au dey dont le rejet entraînerait le blocus et la guerre.
Les conditions imposées par cet ultimatum étaient :

« 1° Tous les grands de la Régence, à l'exception du dey, se rendront à bord du vaisseau La Provence pour faire, au nom du chef de la Régence, des excuses au consul de France ;
2° À un signal convenu, le palais du Dey et tous les forts arboreront le pavillon français et le salueront de cent un coups de canon ;
3° Les objets de toute nature, propriété française, et embarqués sur les navires ennemis de la Régence, ne pourront être saisis à l'avenir ;
4° Les bâtiments portant pavillon français ne pourront plus être visités par les corsaires d'Alger ;
5° Le dey, par un article spécial, ordonnera l'exécution dans le royaume d'Alger des capitulations entre la France et la Porte ottomane ;
6° Les sujets et les navires de la Toscane, de Lucques, de Piombino et du Saint-Siège seront regardés et traités comme les propres sujets du roi de France. »

Le pacha Hussein Dey rejeta l'ultimatum et le blocus du port d'Alger fut ainsi formé.

### Blocus maritime d'Alger (1827-1830)

#### Bataille navale dans la baie d'Alger (octobre 1827)
Le 4 octobre 1827 quelques embarcations de l'escadre de la régence tentent de forcer le blocus. Elles sont repoussées par la marine française.
Jusqu'à la veille du débarquement français, de petites embarcations de la régence parviennent à se faufiler de nuit et à accoster sur le littoral de la baie d'Alger.

#### Massacre de marins de la frégate françaiseDuchesse de Berryet du pavillon parlementaireLa Provence
L'équipage d'une chaloupe de la frégate française Duchesse de Berry est massacré et décapité par un millier d'Algériens près de Dellys à l'est d'Alger, les têtes mutilées sont vendues au dey d'Alger 100 piastres la pièce. Enfin, le bombardement de La Provence (1829), un navire battant pavillon parlementaire, par les batteries d'Alger représente le casus belli qui déclenche la « guerre d'Alger » (juin à juillet 1830).

### Campagne d'Alger (1830)

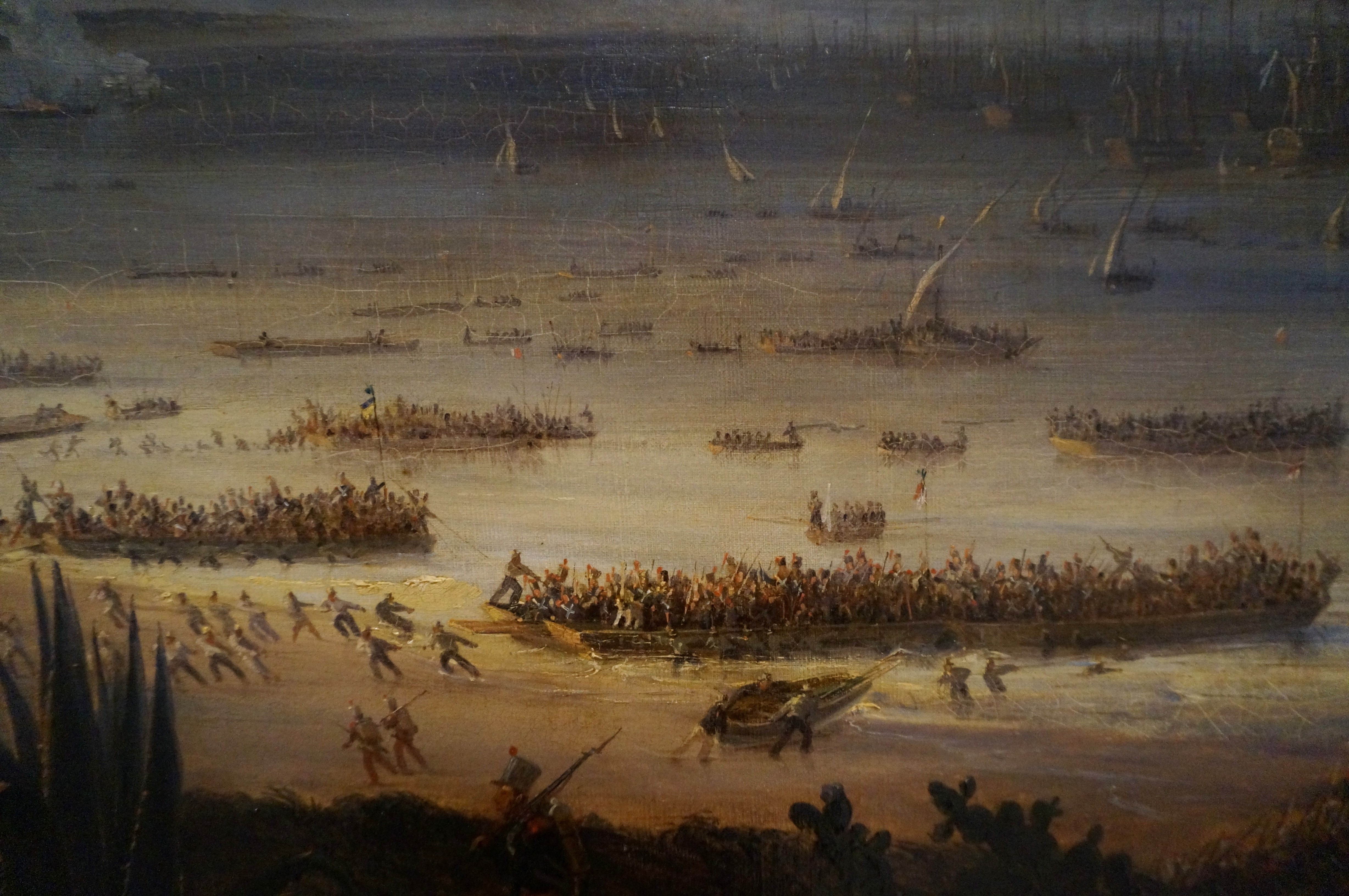
Sur la plage de Sidi-Ferruch le 14 juin 1830 par Pierre-Julien Gilbert.

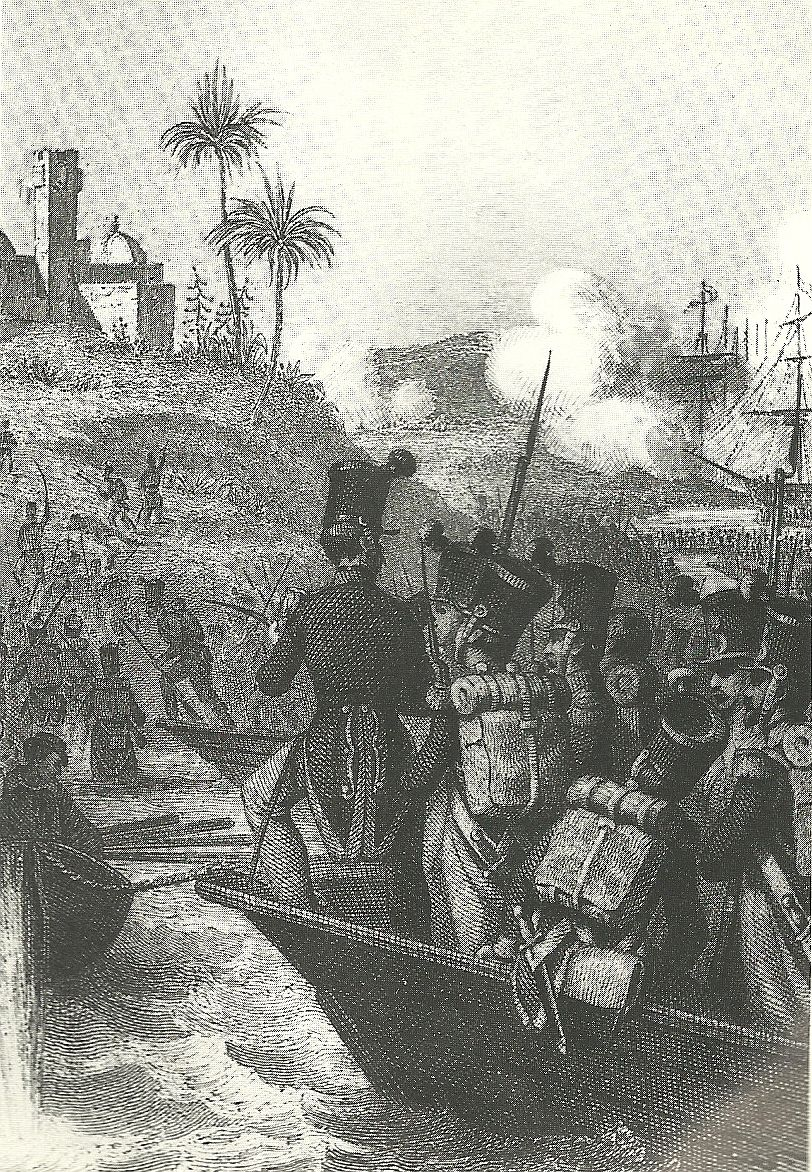
Le débarquement de Sidi-Ferruch le 14 juin 1830 suit le plan de 1808 par l'espion Boutin et marque le début de la conquête française de l'Algérie.

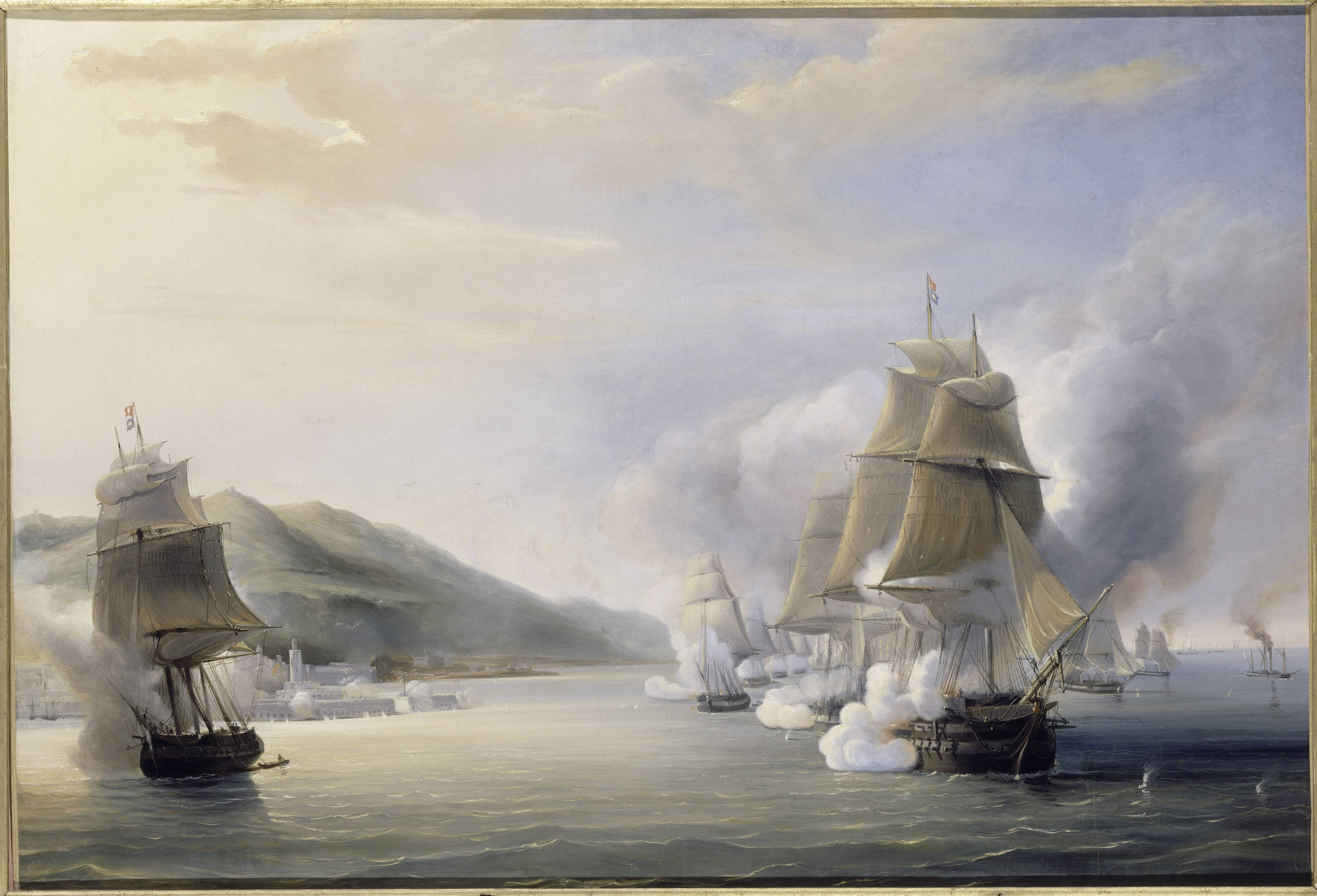
Bombardement d'Alger par mer le 3 juillet 1830. La Provence (à droite), montée par l'amiral Duperré, participe à la manœuvre.

L'État-major français bénéficie d'un plan de débarquement, Reconnaissance des forts et batteries d'Alger, dressé par un officier du génie, Vincent-Yves Boutin, sous le Premier Empire. Le commandant Boutin avait été envoyé en 1808 en mission comme espion dans la Régence sur ordre de Napoléon ; celui-ci préparait alors l'après campagne d'Égypte (1798-1801) avec un débarquement à Alger et une colonisation de l'Afrique du Nord.
La flotte française comporte 100 vaisseaux de combat et près de 500 navires civils transportant 38 000 combattants. Le dey Hussein mobilisera 50 000 hommes.

#### Résumé chronologique (1830)
Le résumé sourcé est le suivant :
- 25 mai : départ de Toulon
- 27-28 mai : coup de vent qui disperse la flotte
- 3 juin : relâche à Palma, aux Baléares
- 10 juin : départ de Palma
- 13 juin : arrivée à Sidi-Ferruch
- 14 juin : débarquement de Sidi-Ferruch
- 19 juin : bataille de Staoueli (première attaque)
- 24 juin : bataille de Sidi Khalef
- 26 juin : coup de vent (situation critique de la marine)
- 3 juillet : attaque des batteries de mer d'Alger
- 4 juillet : prise du Fort de l'Empereur
- 5 juillet : capitulation d'Alger

Le 3 juillet 1830, La Provence, navire amiral de l'escadre de l'Amiral Duperré, participe au bombardement d'Alger en support des troupes débarquées. Le 14 juillet 1830, un mois après le débarquement victorieux de Sidi-Ferruch et neuf jours après la prise d'Alger, La Provence est rebaptisée Alger.
Le dey Hussein est autorisé à se réfugier à Naples. La plus grande partie de la classe dominante turque quitte également le pays.

## Les premières années (1830-1834)

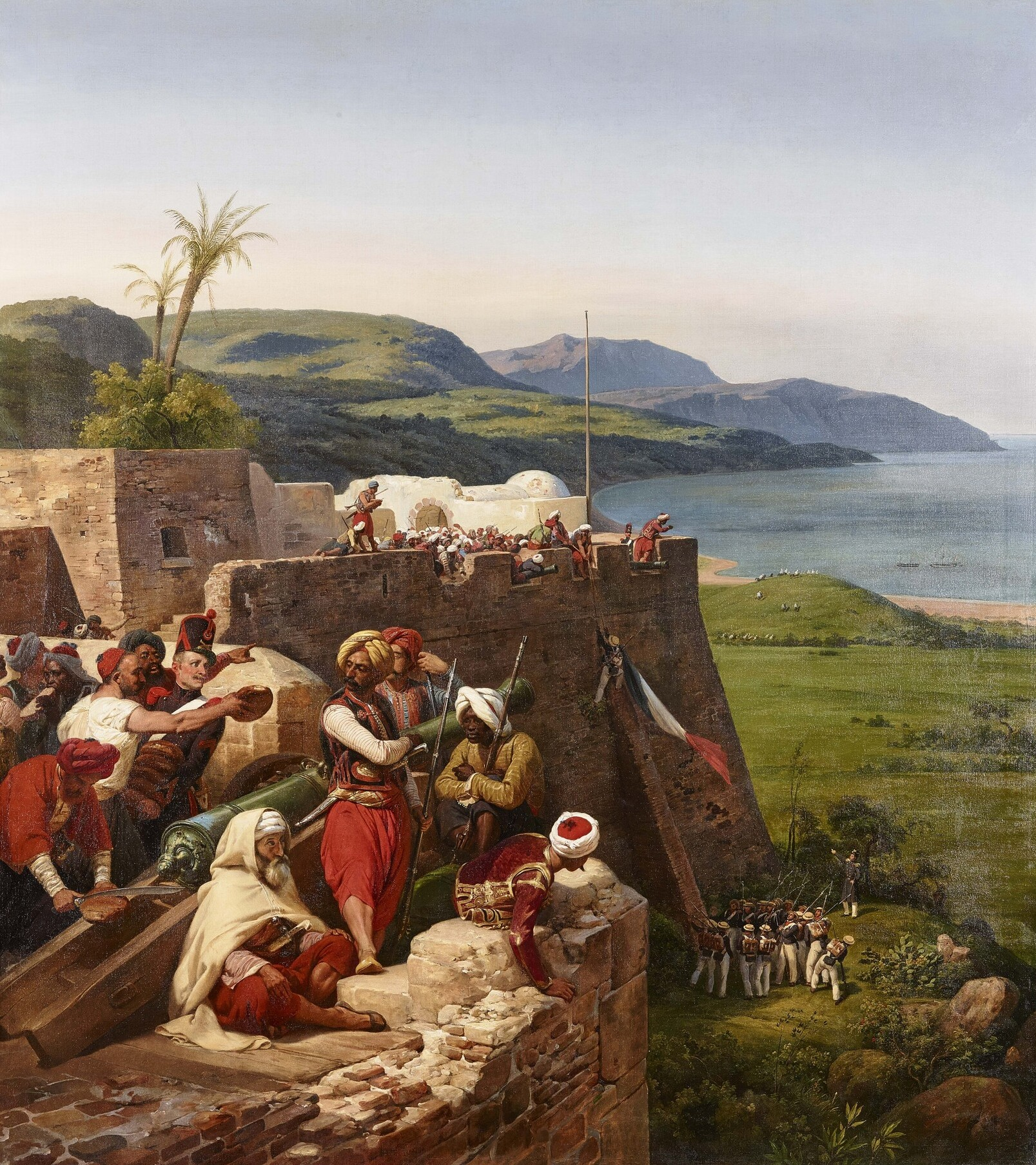
Prise de Bône le 27 mars 1832. Peinture à l'huile d'Horace Vernet réalisée en 1835.

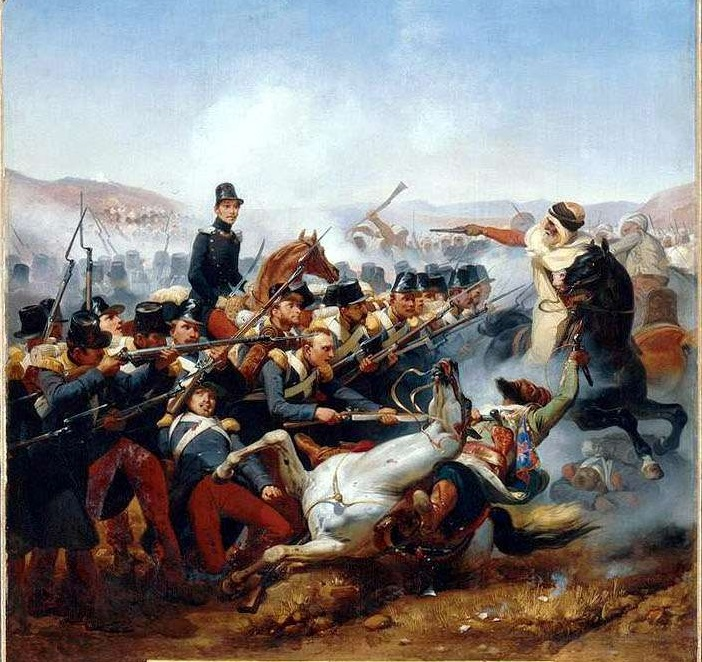
La bataille de Somah (1836), par Horace Vernet.

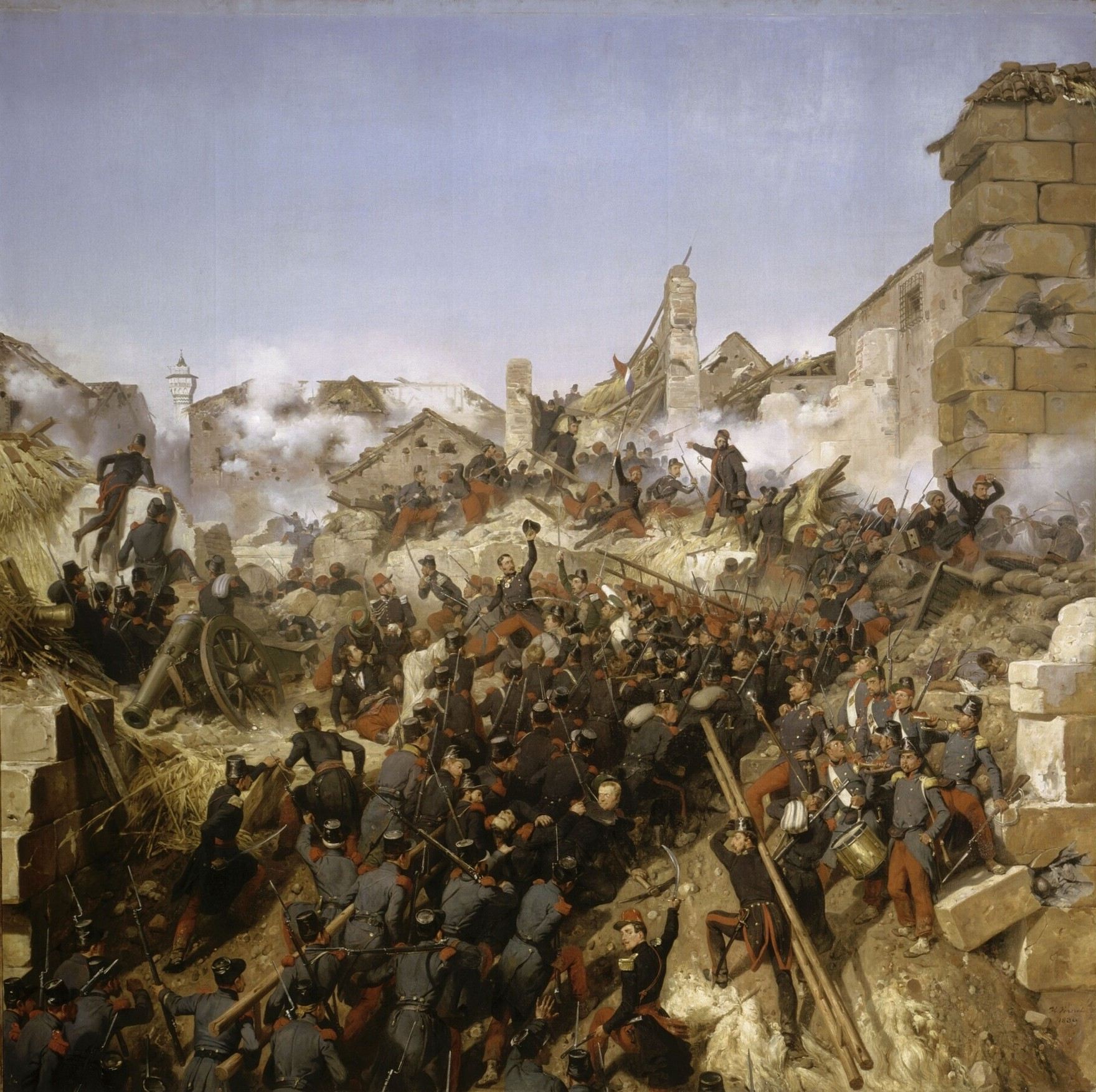
La prise de Constantine (1837), par Horace Vernet.

### De Bourmont à Clauzel (juillet-août 1830)
Avant que l'avenir de la Régence ne soit fixé, Bourmont va de l'avant, encouragé par des chefs algérois ralliés à la France. Il fait occuper Bône (Annaba) (général Damrémont), Oran et Mers el-Kébir, mais ces détachements sont rappelés à Alger début août en raison des événements politiques en France.
Le 23 juillet, il fait une incursion jusqu'à Blida au sud de la plaine de la Mitidja, mais est contraint à une retraite immédiate. À cette époque a lieu une réunion de chefs kabyles au Bordj de Tamentfoust (26 juillet) qui décide la résistance à la présence française. Le chef des Iflissen, Ben Zamoum, se joint à ce mouvement.
Le 11 août, le nouveau ministre de la Guerre, le général Gérard communique officiellement à Bourmont la nouvelle de la révolution de Juillet. Bourmont, ministre de la Guerre du gouvernement Polignac, envisage une intervention militaire en France, mais l'armée (ainsi que l'amiral Duperré) refuse de suivre et Bourmont part rejoindre Charles X en Angleterre.
Il est remplacé par le général Clauzel, en poste du 2 septembre 1830 au mois de février 1831.

### Le gouvernorat de Clauzel (août 1830 – février 1831)
Clauzel entre d'abord en négociation avec les beys du Titteri (Médéa), d’Oran et de Constantine pour qu’ils acceptent le protectorat de la France. Les trois opposent un refus. Le bey de Constantine, Ahmed, se déclare indépendant à l'instar de la régence de Tunis.
En ce qui concerne le beylik du Titteri, le mandat de Clauzel est marquée par l'expédition menée contre Blida, puis Médéa en novembre 1830. Le bey Mostéfa Boumezrag est remplacé par un négociant d'Alger, Ben Omar. Mais Blida doit être évacuée dès la fin novembre et Médéa l'est en janvier 1831, Ben Omar restant cependant en place (jusqu'en juillet).
En ce qui concerne Oran et Constantine, Clauzel mène des négociations avec Hussein, bey de Tunis : aux termes de deux conventions, il confie ces beyliks à des membres de la famille d'Hussein, sous un statut peu clair (les textes français et arabes sont différents). En l'occurrence, il agit inconsidérément, car sa fonction ne l'autorise pas à négocier le sort de provinces de la régence avec une puissance étrangère.
Ahmed Bey est déclaré déchu en décembre 1830 et remplacé (en théorie) par Sidi Mustapha, frère d'Hussein. Oran est occupée par le général Damrémont en janvier 1831, le bey Hassan est exilé et remplacé en février par Sid-Ahmed, fils de Sidi Mustapha. Sid-Ahmed vient effectivement résider à Oran, sans y jouer un rôle très marquant.
Par ailleurs, Clauzel est un fervent partisan de la colonisation, mais les conditions ne sont pas mûres et ses tentatives (la ferme expérimentale d'El-Harrach) se soldent par un échec, vu l'insécurité qui règne en dehors d'Alger.
Désavoué à propos de ses négociations avec la Tunisie, il démissionne en février 1831 et est remplacé par le général Berthezène.

### Le gouvernorat de Berthezène (février – décembre 1831)
Le principal épisode de la période Berthezène est son expédition à Médéa en juin 1831, pour contrer la rébellion menée par Boumezrag, fils de l'ancien bey, suivie d'une campagne de terre brûlée dans la région. Mais dès le début juillet, il décide d'abandonner totalement Médéa, emmenant Ben Omar. La retraite de la colonne française jusqu'à Alger est assez dure et dans toute l'Afrique du Nord est perçue comme une défaite de la France, relançant les rébellions dans la région d'Alger, mais aussi en Oranie.
Berthezène est par ailleurs chargé de régler l'affaire franco-tunisienne en obtenant le retrait des beys tunisiens. Le bey d'Oran est rapatrié le 31 août 1831 et la responsabilité d'Oran est confiée au général Boyer, qui très vite s'y comporte comme l'indique son surnom (acquis en Espagne) de « Pierre le Cruel ».
Par ailleurs, Berthezène, qui est d'une honnêteté scrupuleuse, dénonce régulièrement les agissements de nombreux officiers qui profitent de l'état d'anarchie régnant dans le pays. Le maréchal Soult le relève de son commandement dès la fin de l'année. À sa place il nomme le général Savary, duc de Rovigo.

### Le gouvernorat de Savary (décembre 1831 – mars 1833)
Savary commence par établir une ligne de forts pour protéger le Sahel d'Alger : Pointe-Pescade (Raïs Hamidou (Alger)), Bouzaréa, Dely Ibrahim, Birkhadem, Kouba, Maison-Carrée El-Harrach)[réf. nécessaire], permettant de circuler en sécurité en dehors de la ville même.
Dans le Constantinois un groupe d'une trentaine d'hommes menés par les capitaines d'Armandy et Yusuf (alias Joseph Vantini) réussit en avril 1832, à prendre le contrôle de la ville de Bône (Annaba), jusque-là soumise au bey de Constantine, Ahmed Bey. Bône est ensuite occupée par le général Monck d'Uzer avec 3 000 hommes. En Oranie, l'année 1832 est marquée par le retrait des Marocains de Moulay Abderrahmane à la suite d'une mission diplomatique française, mais aussi par l'avènement d'Abdelkader ibn Muhieddine, reconnu en novembre comme « émir des Arabes » par les tribus de la région de Mascara.
Dans l'ensemble, le duc de Rovigo laisse un mauvais souvenir de son passage en Algérie, du fait de son comportement fondé sur le « droit du vainqueur » et le mépris ouvert pour les indigènes, ce qui l'amène à cautionner ou à commettre des actes assez odieux. Dès son arrivée, il procède au transfert de la mosquée Ketchaoua d'Alger au culte catholique, refusant une mosquée moins importante ou la construction d'un bâtiment adapté. Ensuite, la construction d'une route militaire d'Alger à Dély-Ibrahim donne lieu, au niveau de la porte de Bab El Oued, à la destruction sans précaution de deux cimetières musulmans. Une troisième affaire grave est, en avril 1832, le massacre des El Ouffia par le colonel Maximilien Joseph Schauenburg, tribu indûment accusée d'un vol à l'encontre d'un cheikh rallié à la France. Enfin, à la fin de son mandat, il fait exécuter deux notables de Blida attirés à Alger avec sauf-conduits et promesses solennelles.
Tombé malade au début de 1833, Savary est rapatrié en mars pour mourir en juin. Il est remplacé, d'abord par le général Avizard, puis par le général Voirol.

#### Armandy et la prise de la casbah de Bône
Buisson d'Armandy est chargé par l'autorité française d'Alger de la reddition de Bône. Il organisa l’expédition et se rendit maître de la kasbah de Bône le 27 mars 1832, aidé du capitaine Yusuf (alias Joseph Vantini) des chasseurs d’Afrique, de deux officiers de marine, de deux maréchaux des logis d’artillerie et de vingt-six marins.
Après de longues négociations par lesquelles il parvint, à force d’adresse et d’audace, à faire déclarer en sa faveur une centaine de Turcs assiégés dans la kasbah par les troupes du bey de Constantine, pendant que ces dernières troupes prenaient et saccageaient la ville, d’où il parvint à les chasser immédiatement après, sans attendre les secours qui lui furent envoyés d’Alger. Buisson d’Armandy fut nommé à la fois chevalier de la Légion d'honneur et chef d'escadron.

### Le gouvernorat de Voirol (avril 1833 – juillet 1834)
En avril 1833, le général Voirol est nommé le commandant en chef par intérim ; son mandat dure jusqu'au 27 juillet 1834.
Durant son gouvernorat a lieu l'occupation de Bougie par une colonne commandée par le général Trézel (29 septembre 1833). À Oran, le général Desmichels, qui agit de façon autonome, occupe Arzew et Mostaganem, et en février 1834 conclut avec l'émir Abdelkader un traité auquel Voirol n'a aucune part.
Dans les environs d'Alger, Voirol se préoccupe de la situation dans la Mitidja où la tribu des Hadjouthes fait régner l'insécurité. Il fait établir un poste à Douera, mais son projet d'installer une garnison à Blida échoue faute des renforts demandés au gouvernement.
Un aspect important de cette période est l'élaboration du premier statut de l'Algérie, défini par l'ordonnance du 22 juillet 1834.

### Le premier statut de l'Algérie (juillet 1834)
Jusqu'en 1833, la question algérienne est traitée par les Chambres à l'occasion du vote des crédits militaires, qui sont acceptés au terme de discussions où s'opposent des anticolonistes (Hippolyte Passy, Xavier de Sade) et les « colonistes » (notamment le général Clauzel). Pour faire avancer la question, le gouvernement établit en 1833 une Commission spéciale qui enquête du 2 septembre au 19 novembre et rend un rapport dénonçant les nombreuses exactions commises depuis 1830 et concluant au maintien de l'occupation restreinte à quelques villes sous réserve d'établir une administration plus correcte. En décembre, les membres de la Commission spéciale sont intégrés à une Commission supérieure dont le rapport (7 mars 1834) va dans le même sens.
La décision finale n'est pas confiée aux Chambres ; c'est l'exécutif qui par l'ordonnance du 22 juillet définit un statut des « possessions françaises du Nord de l'Afrique (ancienne régence d'Alger) » selon lequel :
- la législation pour l'Algérie aura lieu par ordonnances (ce point sera par la suite contesté, puisque c'est une ordonnance qui donne le pouvoir de légiférer par ordonnance[67]) ;
- l'Algérie sera dirigée par un gouverneur général nommé par le ministre de la Guerre et sous la tutelle, ayant des pouvoirs civils et militaires, nommant les commandants des autres places (Oran, etc.), seul habilité à avoir des relations avec le gouvernement.

Les pouvoirs du gouverneur général sont ensuite précisés par l'arrêté du 1er septembre 1834.
À la suite de l'ordonnance du 22 juillet, Théophile Voirol est rappelé et le poste confié par le ministre Jean-Baptiste Gérard au général Drouet d'Erlon.

## La conquête de Constantine et la rupture avec Abdelkader (1834-1840)
- État d'Abdelkader (1832-1847)

### Le gouvernorat de Drouet d'Erlon (juillet 1834 – juillet 1835): la défaite de la Macta
En juillet 1834, il est donc le premier gouverneur général en Algérie, précisément : « Gouverneur général des possessions françaises en Afrique du Nord ».
Le traité conclu par le général Desmichels avec l'émir Abdelkader est rapidement considéré comme trop avantageux pour l'émir, à quoi s'ajoutent les distorsions entre les textes français et arabes ; le général Desmichels tombe en disgrâce. En février 1835, Drouet d'Erlon le remplace par le général Trézel. Celui-ci mène une politique favorable aux tribus hostiles à Abdelkader, ce qui entraîne une reprise du conflit. Le général Trézel subit un échec grave lors de la bataille de la Macta (28 juin 1835). Dès juillet 1835, il est relevé de ses fonctions par le gouverneur général, qui est cependant aussi sanctionné : le gouvernement décide de le remplacer par le général Clauzel, pour mener une politique plus énergique.

### Le second gouvernorat de Clauzel (juillet 1835 – février 1837)
Le général Clauzel est persuadé qu'une conquête rapide de l'Algérie (par lui-même) est envisageable.

#### La guerre contre Abdelkader (novembre 1835 – juillet 1836)
Il cherche d'abord à régler le problème d'Abdelkader et lance une colonne, qu'il dirige lui-même, contre Mascara, capitale de l'émir (novembre – décembre 1835). La ville est prise, mais évacuée presque aussitôt. En janvier 1836, une expédition a lieu contre Tlemcen, qui est aussi prise ; cette fois, une garnison est laissée dans la citadelle. Abdelkader n'a offert qu'une résistance minimale (bataille de l'Habrah, décembre 1835) et ses forces ne sont pas atteintes.
Estimant la situation stabilisée en Oranie, Clauzel se consacre ensuite à la soumission d'Ahmed Bey à Constantine ainsi que du bey de Médéa en compagnie du colonel Schauenburg lors de la troisième expédition d'avril 1836 contre le Titteri. Mais Abdelkader, ayant repris le contrôle de Mascara et plus ou moins bloqué la garnison de Tlemcen, intervient contre un camp installé à l'embouchure de la Tafna (25 avril).
Le général Bugeaud est alors envoyé en Oranie et remporte la victoire de la Sikkak (6 juillet) qui permet de rétablir la situation d'ensemble dans la région.

#### L'échec de Constantine (novembre 1836)
Les difficultés politiques pour préparer l'expédition aboutissent à une opération tardive et insuffisante (première expédition de Constantine, novembre 1836), sous la seule responsabilité de Clauzel.
L'échec de l'expédition entraîne son éviction et son remplacement par le général Damrémont.

### Le gouvernorat de Damrémont (février – octobre 1837)
La prise de contrôle du Constantinois est l'objectif majeur du mandat de Damrémont.

#### La neutralisation d'Abdelkader: le traité de la Tafna (mai 1837)
La première étape est la neutralisation d'Abdelkader, réalisée par le général Bugeaud, nommé commandant à Oran, qui signe avec l'émir le traité de la Tafna (30 mai 1837) ; Abdelkader reçoit le contrôle (hors zones occupées par la France) de l'Oranie, du Titteri et de territoires (délimités de façon peu claire) à l'est d'Alger par le colonel Maximilien Joseph Schauenburg.

#### La prise de Constantine (octobre 1837)
Les crédits militaires votés à Paris au début de 1837 incluent des renforts pour une expédition contre Constantine et le gouvernement donne cette fois un ordre explicite autorisant celle-ci. Damrémont négocie alors avec Ahmed Bey, qui refuse de se soumettre aux conditions posées.
L'expédition a donc lieu en septembre-octobre, dirigée par Damrémont, assisté par le général Valée (artillerie) et le duc de Nemours (commandant d'une des quatre brigades).
La ville est prise le 13 octobre, mais Damrémont a été tué le 12 ; le commandement revient à Valée, qui est désigné comme gouverneur général le 25 octobre.

### Le gouvernorat de Valée (octobre 1837 – décembre 1840)

#### L'organisation de la province de Constantine
La première tâche du gouverneur est l'organisation du beylik de Constantine. Il reprend contact avec Ahmed Bey, lui proposant de revenir à son poste moyennant soumission. Celui-ci refuse de nouveau. C'est donc un officier français qui devient commandant à Constantine, mais le contrôle du territoire non occupé est confié à des chefs indigènes, dont certains ex-officiers d'Ahmed Bey :
- les khalifas Ben Aïssa (Sahel constantinois), El Hamlaoui (Ferjioua) et Mokrani (plaine de la Medjana)
- le « cheikh des Arabes » (nommé en 1830 par le bey) Ben Gana (Sud constantinois et Sahara)
- les caïds des tribus Hanencha (Souk Ahras), Harakta (Aïn Beïda) et Amer Cheraga[72].

#### Le passage des Portes de Fer (octobre 1839)
Un autre problème posé par la prise de Constantine concerne la région des monts Bibans, où passe le trajet le plus direct entre Alger et Constantine (les « Portes de Fer »). Dans le traité de la Tafna, le statut de cette zone n'est pas clairement établi, mais Abdelkader considère qu'elle relève de son autorité. Valée négocie avec lui une modification du traité, refusée par l'émir. Valée décide de passer outre et, en octobre 1839, une colonne française effectue le passage des Portes, sans encombre grâce à l'influence du cheikh El Mokrani sur les tribus locales.

#### La reprise de la guerre par Abdelkader (novembre 1839)
Abdelkader réagit par une déclaration de guerre formulée à deux reprises par lettre (3 et 18 novembre) ; le 20 novembre 1839 a lieu l'attaque de la plaine de la Mitidja ; la ligne des forts français est enfoncée et la journée aboutit à la mort de 108 personnes et la destruction des fermes. Les colons et les soldats se replient à Alger.
Valée est alors soumis à de vives critiques, notamment de la part de Bugeaud, député de la Dordogne ; mais il est protégé par Thiers, ce qui lui permet de rester en place jusqu'au retour de Soult (octobre 1840). Il obtient quelques renforts qui lui permettent d'occuper Cherchell et Miliana, mais la situation d'ensemble difficile ; un des épisodes de cette période est la bataille de Mazagran (février 1840) qui a un grand retentissement en France.
Valée est démis en décembre et Bugeaud, qui propose l'adoption d'une nouvelle stratégie est, après quelques hésitations, nommé gouverneur général en janvier (intérim du général Schramm).

## Campagnes contre Abdelkader (1832-1847)

### De la bataille de Kheng-Nettah au traité Desmichels (1832-1834)

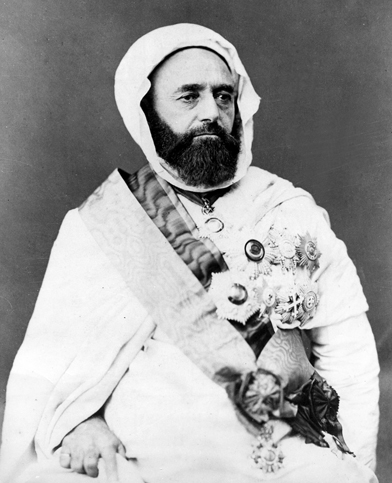
Photographie de l'émir Abdelkader, une des figures majeures de la résistance à la conquête de l'Algérie par la France, prise en 1865 par Étienne Carjat.

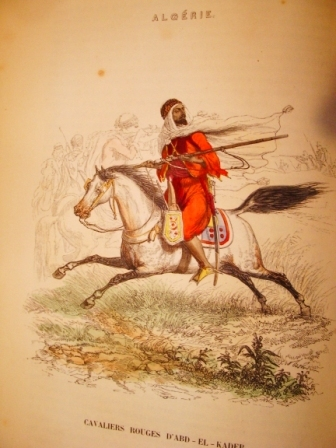
Les cavaliers rouges de l'émir Abdelkader.

Le 26 juillet 1830, les chefs religieux appellent à la résistance et au djihad. Finalement, c'est le régime de la monarchie de Juillet qui s'entend avec les dirigeants algériens pour organiser un nouvel ordre local, mais de nombreuses tensions de pouvoir demeurent, et une résistance s'organise notamment avec l'émir Abdelkader, à partir de 1832. Les tribus se réunissent dans un idéal de guerre sainte afin de constituer un territoire autonome, contre la France et l'Empire ottoman.
En 1834, deux pouvoirs commençaient à se stabiliser. D’un côté, dans le Constantinois, le Bey Hâj Ahmed s’était maintenu et était décidé à tenir tête à la fois aux forces d'occupation françaises et aux troupes de l'émir. De l’autre côté, un peu plus à l’ouest, un jeune marabout mystique issu d'une famille noble, âgé de 24 ans nommé Abdelkader avait gagné la confiance de quelques tribus de la région de Mascara qui le reconnaissent émir ou sultan. Ce dernier voulait à tout prix mener une guerre sainte (jihâd) contre les envahisseurs et ce qui restait du pouvoir turc. Toutefois, il accepta la paix que le général Desmichels, lui accordait. Le général Desmichels avait donc fait d’Abdelkader son allié et l'autorisait, en lui fournissant même des armes, à s’opposer à certaines rébellions. Paradoxalement, la France finit par financer les rébellions des tribus ralliées à la cause de l'émir tout en encourageant ce dernier à les combattre.

### De la bataille de la Macta au traité de Tafna (1835-1837)

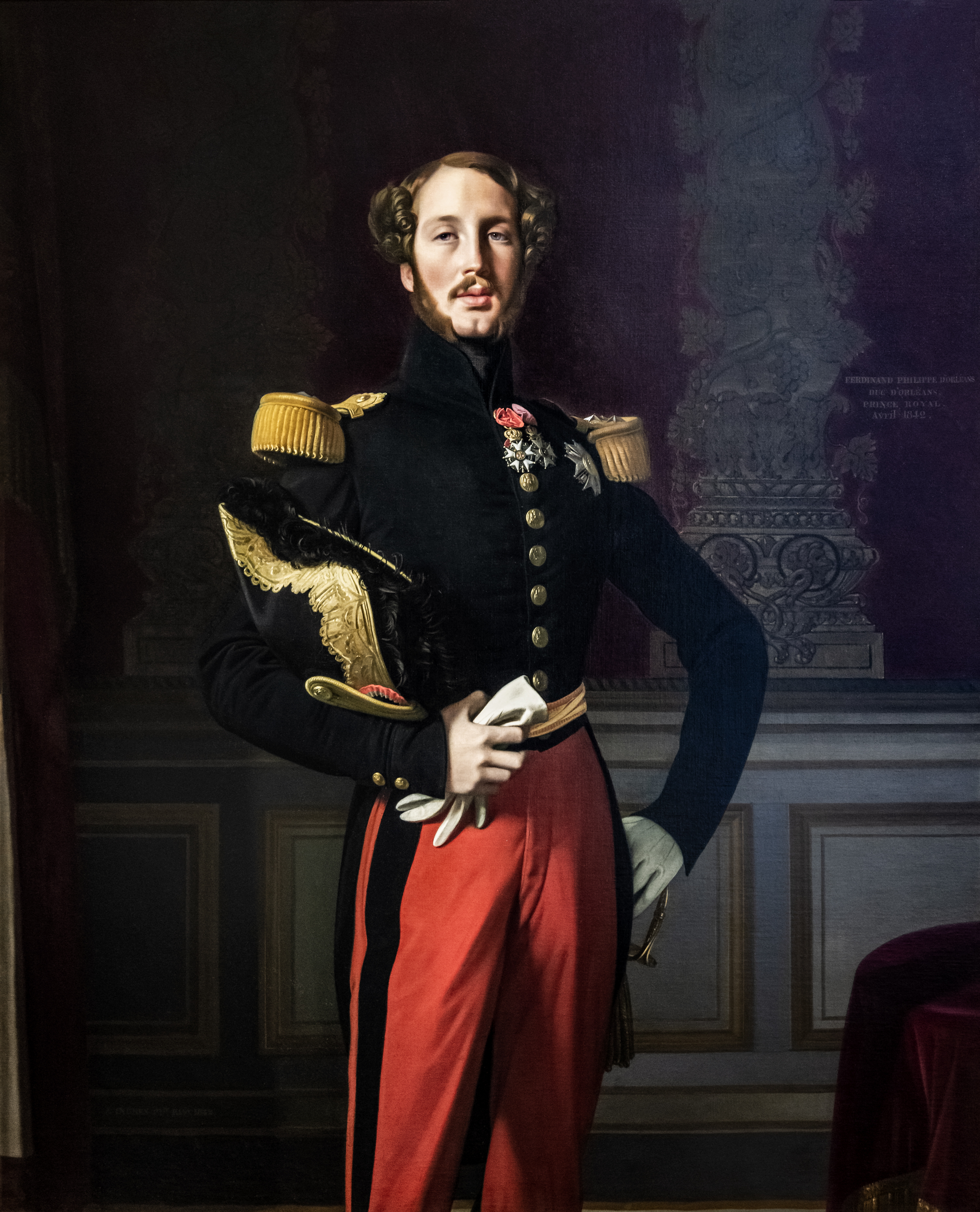
Le duc d'Orléans, figure de la conquête française de l'Algérie. Il participe à de nombreuses batailles et est blessé à la bataille de l'Habrah en 1835. Une statue équestre à sa mémoire est érigée à Alger en 1845.

Le traité signé en 1834 par le général Desmichels reconnaît Abdelkader comme prince des croyants, et autorise les Arabes à acheter et vendre de la poudre, du soufre et des armes. Il place également le commerce d'Arzew sous le gouvernement d'Abdelkader. Ce dernier prend peu à peu sous son commandement la partie de la province d'Oran qui s'étend du Chélif au Maroc. En juin 1835, le général Trézel, en cherchant à protéger les tribus hostiles à Abdelkader est défait sur la Macta.

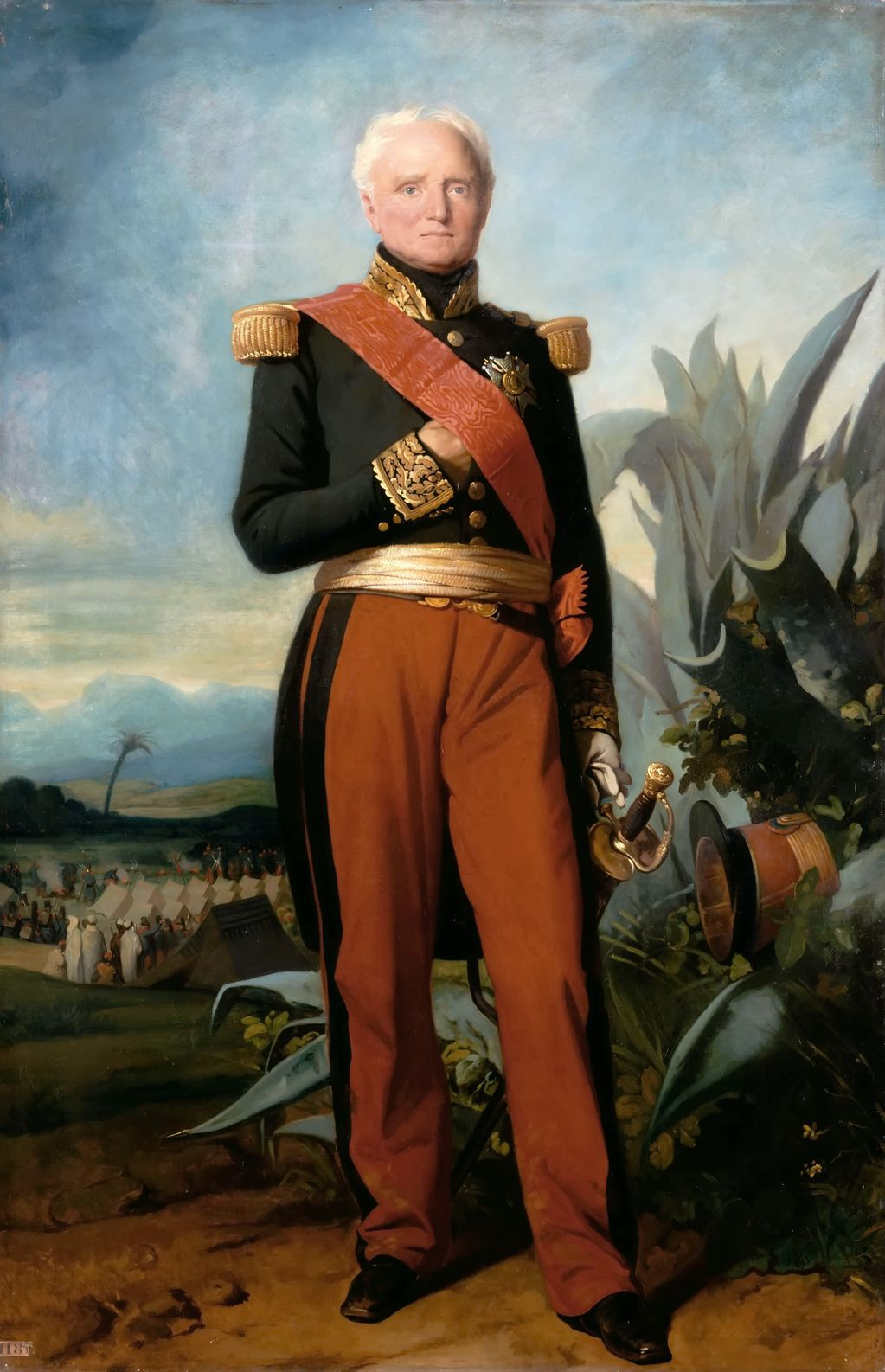
Le général Thomas Robert Bugeaud, figure de la conquête française de l'Algérie. Il signe le traité de la Tafna avec l'émir Abdelkader en 1837. Il est nommé duc d'Isly après la bataille d’Isly en 1844.

Le maréchal Clausel est de nouveau nommé gouverneur général de l'Algérie pour venger l'échec des armes françaises. La campagne menée par le maréchal est une victoire militaire se terminant par la prise de Mascara. Cependant, la mobilité des troupes de l'émir, sa capacité à frapper vivement et à se dérober ensuite, et à inquiéter les retraites laborieuses de l'armée française, affaiblissent les troupes du maréchal sans affaiblir celles d'Abdelkader. Au contraire, les lourdes contributions de guerre effectuées sur les habitants du pays font balancer les cœurs du côté de l'émir. C'est sans tarder qu'Abdelkader prend sa revanche sur la Tafna aux dépens du général d'Arlanges.
En juin 1836, la France envoie le général Bugeaud avec trois régiments pour dégager les troupes enfermées dans le camp de la Tafna, et ravitailler celles qui occupent le méchouar de Tlemcen. Le général mène une campagne-éclair, défait les troupes d'Abdelkader et s'embarque pour la France. Pourtant, la puissance et le prestige de l'émir ne faiblissent pas. Le général Bugeaud est rappelé avec pour mission de combattre l'émir à outrance s'il ne parvient à signer une paix convenable avec lui. Il est appelé avec un commandement indépendant du général Damrémont, nommé gouverneur général de l'Algérie.
Il signe avec Abdelkader le traité de la Tafna en mai 1837, qui donne à l'émir les provinces d'Oran, Titteri et une partie de la province d'Alger. Ce dernier devient de fait le souverain de toute l'ancienne régence d'Alger, et le chef temporel de l'ensemble des tribus. Le général Bugeaud espère par ce traité gouverner l'Algérie par les mains d'Abdelkader. Mais ce traité est aussi une compétition d'amour-propre entre le général Bugeaud et le général Damrémont. Abdelkader a su profiter de la rivalité entre eux, ouvrir des négociations avec l'un et l'autre, et en faisant craindre au général Bugeaud que le général Damrémont ne le gagne de vitesse, parvient à arracher ce traité. En l'espace de six semaines, il établit un gouvernement national, un impôt, appuyé sur la lettre du Coran, et forme des troupes régulières pour veiller sur le pays que lui abandonne le traité. Il se regarde comme le sultan de l'Algérie.

### De l'expédition des Portes de Fer à la reddition d'Abdelkader (1839-1847)

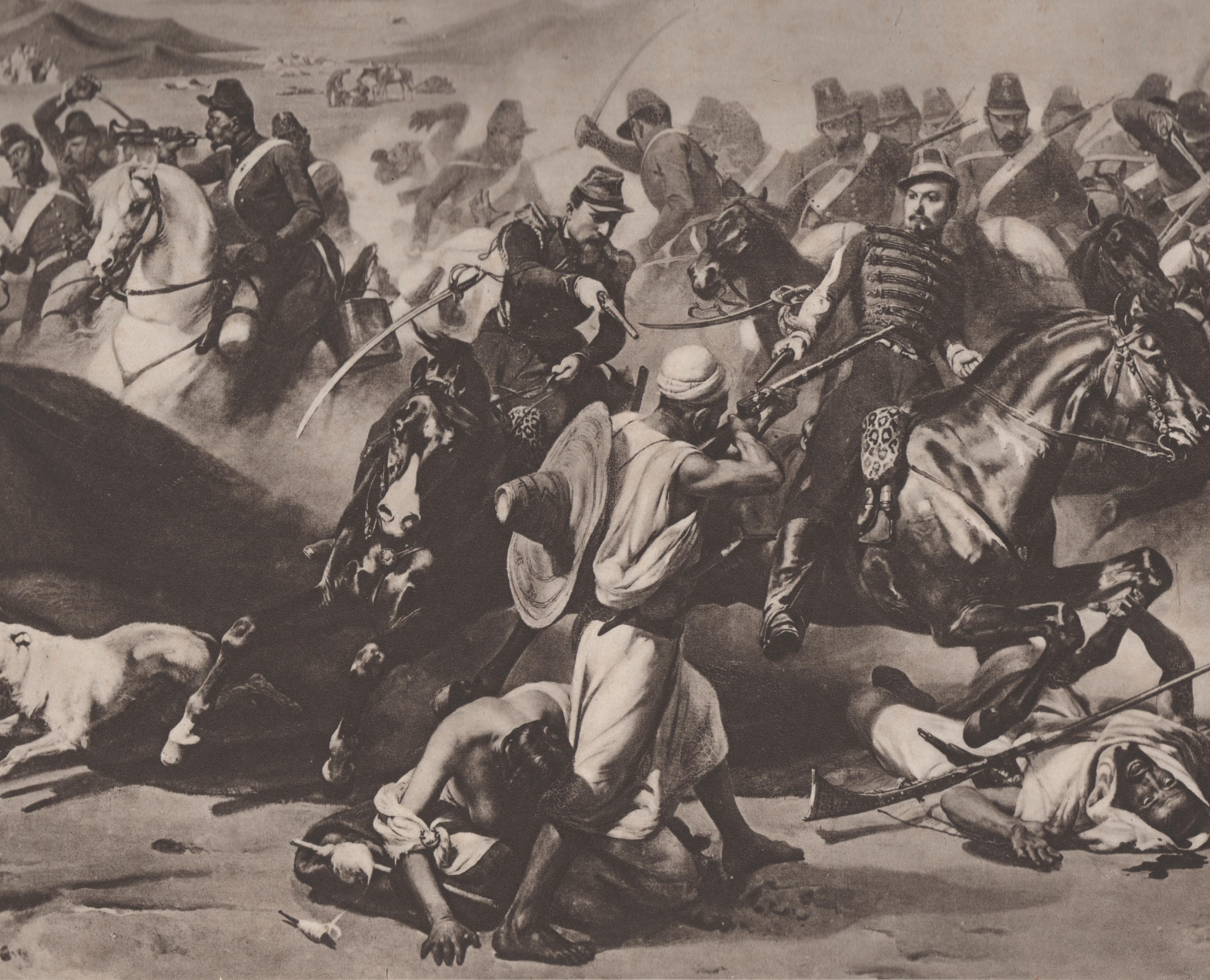
Prise de la Smala d'Abdelkader par le duc d'Aumale le 16 mai 1843. Le colonel Morris charge à la tête du 4e régiment de chasseurs d'Afrique.

Ensuite, en août 1839, Abdelkader qui s'efforçait de construire un État avec l'aide de conseillers anglais, prussiens et polonais, se décida à reprendre la guerre sainte. Il commença par mettre au tapis la vallée de la Mitidja. Le général Valée ne put pas faire grand-chose car il prétexta qu'il n’avait que 40 000 hommes pour faire face à 3 000 hommes. Il est vrai que les soldats de l'armée d'Afrique étaient peu habitués à ce nouveau type de guerre. Il demanda des renforts.
Thiers, président du conseil, pousse Louis-Philippe en faveur d'une colonisation de l'intérieur du territoire jusqu'aux limites du désert. Il convainc le roi, qui voit dans l'Algérie un théâtre idéal pour permettre à ses fils de couvrir sa dynastie de gloire, du bien-fondé de cette orientation et le persuade d'envoyer sur place, comme gouverneur général, le général Bugeaud.
En 1841, la France envoie des renforts dirigés par le général Jean-René Sillègue, alors en poste à Marseille, qui est chargé de « pacifier » la région de Sétif et la Kabylie. En 1843, ils remportent une grande victoire.
Il combattit Ahmed Bey — ou Hadj Ahmed Bey (1784-1850), dernier bey de Constantine, et l'une des grandes figures de la résistance au colonialisme, qui avait dû s'enfuir après la prise de Constantine en 1836 et continua le combat jusqu'en 1848 — dans les Aurès. Le 25 août 1842, le général Jean-René Sillègue pénètre dans le pays des Amouchas, nom d'un village au nord de Sétif, et fait face à Ahmed Bey, qui a rallié la tribu des Ouled Nasser, espérant donner la main aux Kabyles du Sahel, s'est approché le 26 du courant du camp d'Aïn Roumel.
Le général Sillégue y trouve un rassemblement de deux à trois mille Kabyles qu'il attaque et met en déroute après avoir tué plus de cent d'entre eux. Le 26 août, les troupes sous ses ordres ont de nouveau gagné la bataille. Le 10 septembre suivant, il défait la cavalerie d'Hadj Ahmed Bey au pied du Djbel-Eoii-Taleb, et parvient à anéantir son influence sur les tribus du Tell. Une sorte de guérilla se met en place, pour finalement être lentement refoulée vers le Maroc au fur et à mesure de la défection successive des tribus. Une intervention française dans ce dernier pays lui faisant perdre ce soutien, Abdelkader, confronté à l'empire du Maroc, aux tribus algériennes qui se sont retournées contre lui et à plus de 100 000 soldats de l'armée française à ses trousses, doit donc se rendre. Il choisit de le faire sur ses terres. L’armée française d’Afrique contrôle alors tout le nord-ouest de l’Algérie.
Abdelkader se rend au duc d'Aumale le 23 décembre 1847, le cérémonial est basé sur la remise de la jument de l'émir aux autorités françaises en signe de soumission. Abdelkader est emprisonné en France métropolitaine pour cinq ans, Napoléon III lui rend la liberté au château d'Amboise, le 16 octobre 1852.
Le peintre Horace Vernet est chargé par le roi Louis-Philippe d'illustrer cette conquête de l'Algérie pour la Galerie des Batailles et la Salle du Maroc, de Versailles.

La conquête de l'Algérie par Horace Vernet pour Versailles
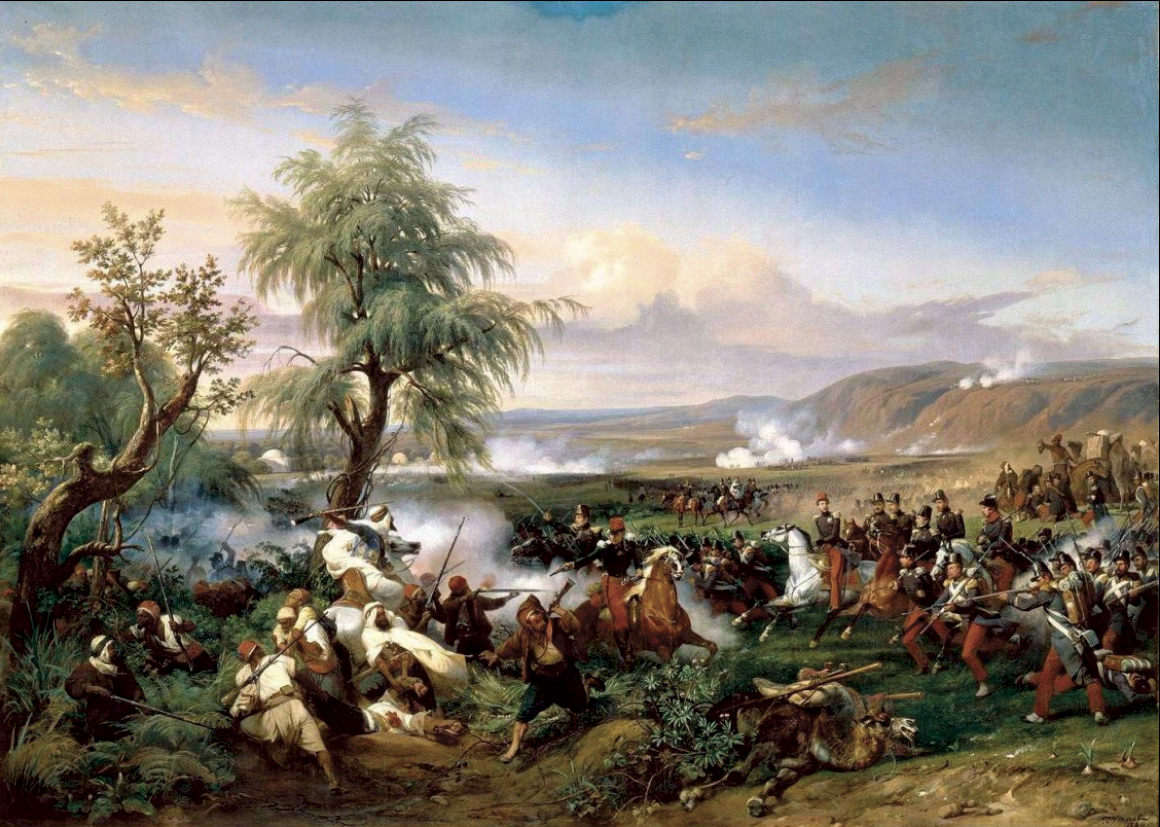
Combat de la forêt de l'Habrah, 3 décembre 1835 (1840).
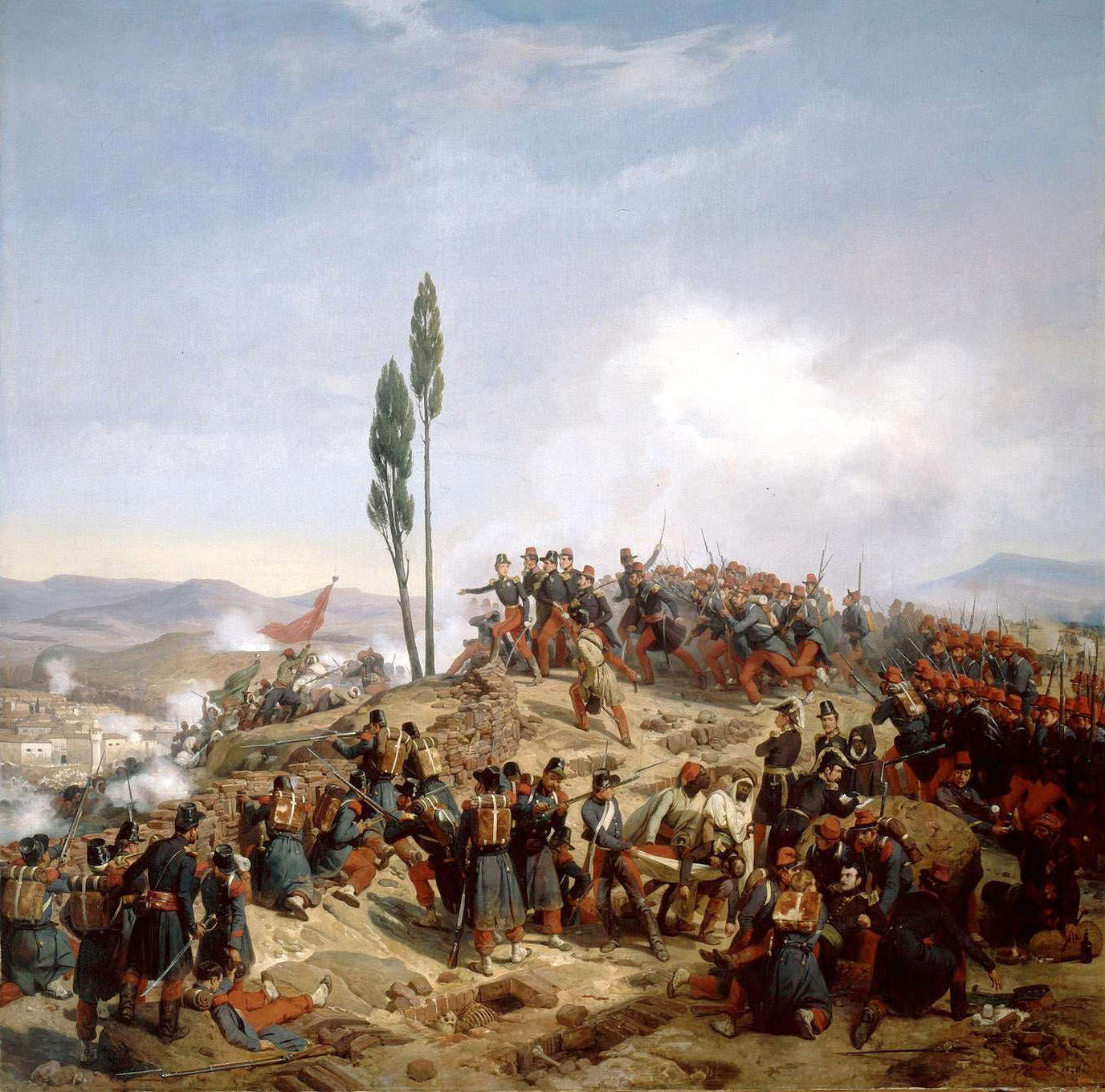
Siège de Constantine, l'ennemi repoussé des hauteurs de Coudiat-Ati, 10 octobre 1837 (1840).
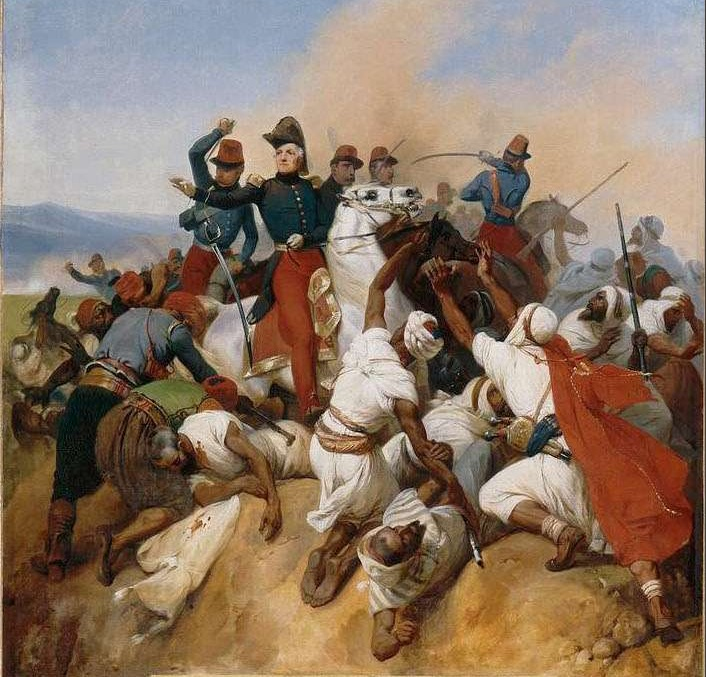
Le Combat de la Sickack (1840).
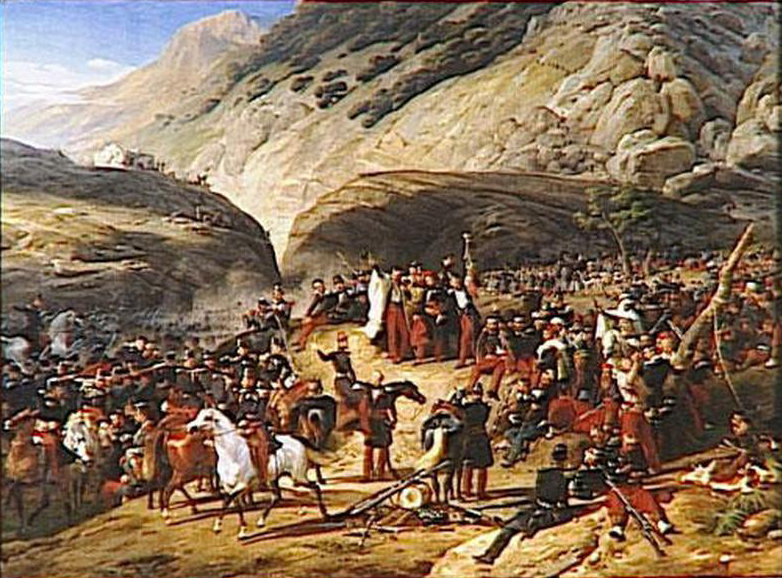
L'Armée française occupe le col de la Mouzaïa, 12 mai 1840 (1840-1841).
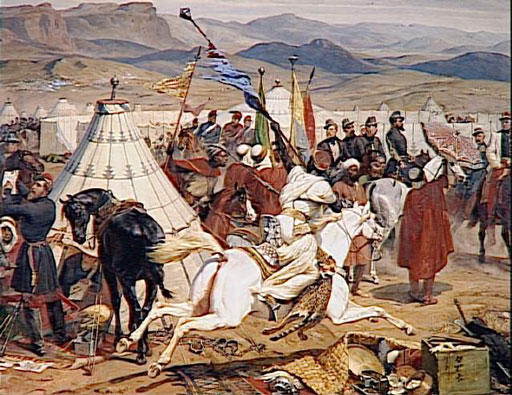
Bataille d'Isly, 14 août 1844 (1844).
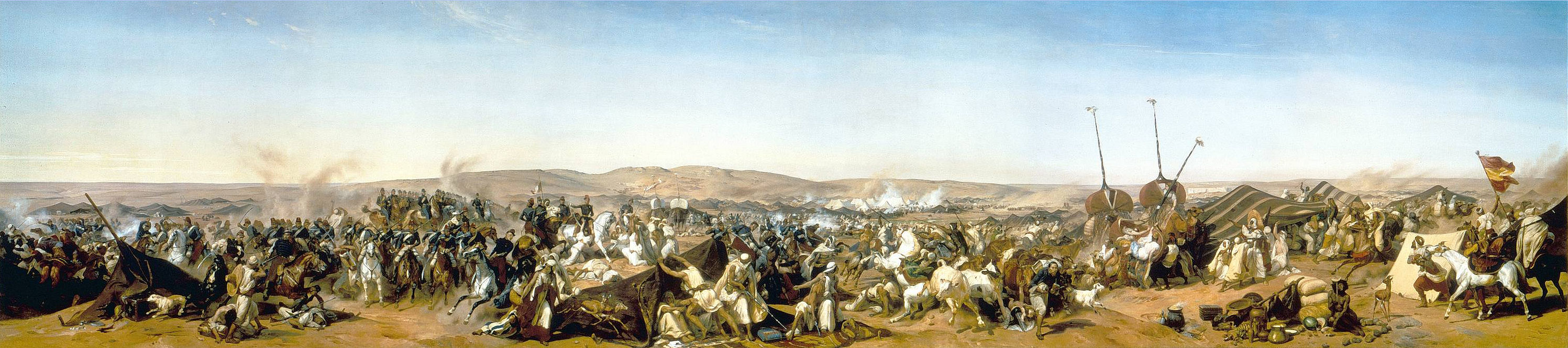
Prise de la smalah d'Abd-el-Kader à Taguin, 16 mai 1843 (1844).

## Campagnes de pacification (1830-1871)

### Début de la colonisation européenne
Après la capitulation du Dey d'Alger le 5 juillet 1830, les « possessions françaises sur la côte septentrionale de l'Afrique » voient commencer la colonisation européenne (italienne, espagnole, maltaise et corse en majorité complétés par des Alsaciens-Lorrains déportés) alors que des campagnes de pacification contre les mouvements de révolte locale sont toujours en cours.

### La campagne de Djurdjura et la reddition de Lalla Fatma N'Soumer (1857)
En juillet 1857, des villages de Kabylie se rendent aux Français, la capture de Lalla Fatma N'Soumer met un terme à la résistance mais les Kabyles se soulèveront plusieurs fois encore jusqu’au début des années 1870. Les tentatives d'implanter une population française vers l'intérieur des terres, à Constantine, donnent des résultats mitigés : la plus grande partie des colons préfèrent encore le littoral.

### Insurrection de 1871
Les années 1870-1871 ont vu la révolution de Mokrani (bachagha de la Médjana) et de Haddad (chef de la confrérie Rahmania). L'Algérie était jusque-là administrée par des militaires dans le cadre des bureaux arabes, ils sont remplacés par des fonctionnaires civils. Les chefs de tribus guerrières qui avaient accepté de se soumettre à des généraux n'entendaient nullement obéir à des civils venus tout droit de Paris, d'autant que ceux-ci amenaient avec eux la « normalisation républicaine » au détriment de l'ordre social traditionnel maintenu jusque-là. Cette erreur politique contribua largement à l'extension de la révolte. L'insurrection toucha principalement le centre et l'Est du pays.
Lors du combat de Taourirt, le 16 août 1871, le 12e régiment d'infanterie provisoire prend et incendie le village,.
Les conséquences de cette insurrection se traduisirent par une expropriation massive des biens immobiliers des tribus et leur distribution à des colons dont la majorité sont des réfugiés d'Alsace-Lorraine. Le gouvernement d'Alger encouragea une colonie de peuplement. Des Italiens, des Anglo-Maltais, des Espagnols, des Sardes, des Siciliens, des Alsaciens, des Lorrains, des Calabrais et des Napolitains vinrent tenter leur chance dans ce pays qu'on leur présentait comme un nouveau paradis

## Campagnes du Sahara (1882-1902)

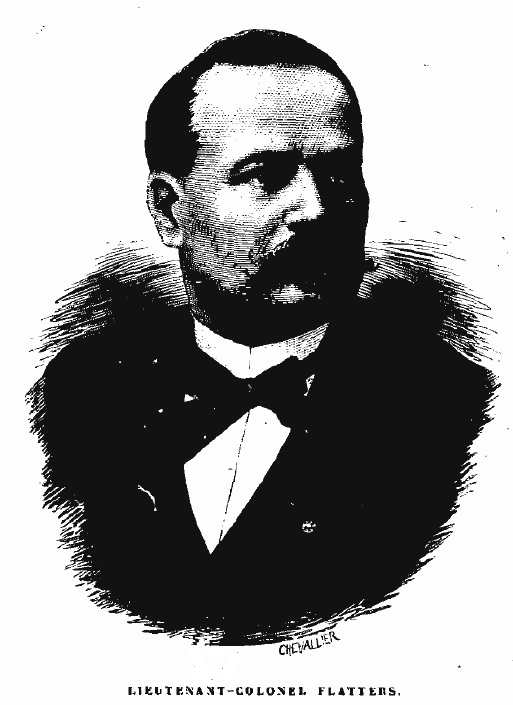
Le lieutenant-colonel Paul Flatters est tué par les Touaregs du Sahara algérien durant la mission Flatters en 1881.

Contrairement à ce que l’on pourrait penser, la conquête ne s’est pas faite du nord au sud, puisque les montagnes ont encore une fois été le dernier refuge de l’indépendance. Dans le Sud, la prise sanglante de Laghouat et de Touggourt, la soumission du Mzab (1852) et celle du Souf, reculent les limites de l’Algérie jusqu’au grand désert. Mais le Cheikh Bouamama (1833 ou 1840-1908), un chef du Sud-Ouest continue de résister avec succès de 1882 jusqu'en 1902 quand il se rendit, avec les honneurs , à l'armée française.

## Les aspects économiques
L'Algérie n'a joué qu'un rôle tardif dans l'histoire de la culture du coton et cinq ans après le début de la conquête, l'idée d'y cultiver cette plante est encore émergente, malgré des cours mondiaux élevés. L'histoire de la culture du coton en Algérie ne décolle vraiment que dans les années 1850 à l'instigation de l'État et s'accompagne d'une démarche d'installation de planteurs européens, organisée par des compagnies soutenues financièrement par l'État français et rendu possible par la spoliation des terres aux autochtones musulmans.

## Bilan

### Le bilan pour l'armée française
Les premières années de guerre, de 1830 à 1848, c'est-à-dire de la prise d'Alger à la fin de la résistance d'Abdelkader, ont occasionné près de 100 000 décès dans l'armée française. À ce chiffre, il faut ajouter les soldats décédés entre 1849 et 1875 qui sont inconnus. Les pertes sont dues principalement à des maladies contractées en Algérie (choléra, fièvre, paludisme, etc.). Le général de Castellane déclare ainsi à la chambre des pairs en 1845 : « On perd peu de soldats par le feu dans cette guerre, espèce de chasse aux hommes sur une grande échelle, où les Arabes, étrangers à la tactique européenne n'ayant pas de boulets à échanger contre les nôtres, ne combattent pas à armes égales » et pour les médecins de l'époque de la conquête « le véritable champ de bataille, c'est l'hôpital ; l'ennemi impitoyable, c'est le climat ». Selon Bouda Etemad, la conquête de 1830 à 1848 aurait fait de 67 à 94 000 morts côté français, et si on compte les pertes de 1849 à 1857, ce serait de l'ordre de 85 000 mais sans dépasser les 100 à 110 000 pertes. Cependant, malgré l'âpreté des combats les pertes au combat sont faibles et représentent moins de 5 % du total des victimes. Selon Marc Michel, de 1830 à 1857, les pertes dépassent largement 100 000 morts ; Yves Michaud parle également de 100 000 morts. Pierre Montagnon, quant à lui, évoque le chiffre de 200 000 morts côté français, qu'il juge plus proche que des 100 000, notamment à la suite des blessures. Dans le livre L'Algérie française édité en 1862, les pertes civiles et militaires françaises sont estimées à 15 000 personnes par année (paludisme, choléra et typhus), soit un total théorique de 480 000 âmes sur 32 années. Selon Kamel Kateb, 117 630 militaires sont décédés entre 1830 et 1875 dont 7 469 morts au combat. Parmi ces morts au combat, 6 076 sont morts entre 1830 et 1848 et 1 109 en 1871.

### Le bilan démographique
Les estimations contemporaines de la population algérienne avant la conquête française de 1830 varient très fortement, le manque de données rend une estimation précise impossible. Les populations insurgées de 1871 – 1872, amendées d'une somme de 65 millions de francs (70 % du capital) et les confiscations des terres, entraînent une forte perturbation économique, une famine et des épidémies dévastatrices. La population connaîtra un recul quasiment constant durant la période de conquête jusqu'à son étiage en 1872, ne retrouvant finalement un niveau de trois millions d'habitants qu'en 1884 (cf. Démographie de l'Algérie#Période coloniale française). On peut découper cette période de l'évolution démographique algérienne en trois phases. La population est estimée 2,7 millions en 1861 avant de connaître sa chute la plus brutale à 2,1 millions en 1871 à la suite d'une série de famines et de maladies et aux émigrations.
La diminution observée lors de la première phase de conquête tient pour une part dans la violence des méthodes utilisées par l'armée française, attestée par de nombreux témoignages. De retour d'un voyage d'enquête en Algérie, Tocqueville écrit que « nous faisons la guerre de façon beaucoup plus barbare que les Arabes eux-mêmes […] c'est quant à présent de leur côté que se situe la civilisation ». L'objectif de la « pacification » est comme le déclare le colonel de Montagnac d'« anéantir tout ce qui ne rampera à nos pieds comme des chiens ». La politique de la terre brûlée, décidée par le gouverneur général Bugeaud, a des effets dévastateurs sur les équilibres socio-économique et alimentaire du pays : « nous tirons peu de coup de fusil, nous brûlons tous les douars, tous les villages, toutes les cahutes ; l'ennemi fuit partout en emmenant ses troupeaux ». Selon Olivier Le Cour Grandmaison, la colonisation de l'Algérie se serait ainsi traduite par l'extermination du tiers de la population, dont les causes multiples (massacres, déportations, famines ou encore épidémies) seraient étroitement liées entre elles ce qui est nié par l'historien Daniel Lefeuvre, affirmant que le Maroc a connu une crise démographie similaire.
Après l'accalmie consécutive à la fin de la première phase de conquête, la période 1866 – 1872 voit à nouveau se creuser le déficit démographique algérien. En raison d'un cycle de six années où se mêlent les répressions de l'armée française, un tremblement de terre, le développement d'une épidémie de choléra et de la famine qui sévit en 1868, la population diminue de plus de 300 000 voire 500 000 personnes. Selon Augustin Bernard, la famine de 1868 serait responsable à elle seule de 300 000 à 500 000 morts et aurait réduit de 10 % la population de l'époque. Pour Daniel Lefeuvre, spécialiste de l'Algérie coloniale, L'Algérie perd 500 000 habitants à la suite d'une série d'épidémies : choléra, dysenterie, variole et typhus.
Les déportations massives : des populations entières ont fait l'objet de déportations et de bannissement. Les grandes familles maures (expulsées d'Espagne) de Tlemcen s'exilent en Orient (au Levant) tandis que d'autres émigrent ailleurs. Les populations jugées trop turbulentes sont bannies et certaines se réfugient en Tunisie et au Maroc, voire en Syrie.
La crise démographique est telle que, dans une étude démographique de plus de trois cents pages sur l'Algérie, le Docteur René Ricoux, chef des travaux de la statistique démographique et médicale au bureau de statistique du gouvernement général de l'Algérie, prévoit tout simplement la disparition des « indigènes » algériens. Le phénomène est interprété comme une conséquence des opérations militaires françaises mais aussi des conditions nouvelles imposées aux indigènes dont les caractéristiques les condamnent « à une lente mais inéluctable disparition ». Pour le professeur Ricoux comme pour nombre de ses contemporains des milieux scientifiques influencés par les théories darwiniennes, une loi de la sélection naturelle voue les races les « plus faibles » à disparaître devant les races « supérieures ».
Les prévisions du démographe Ricoux n'advinrent jamais : une fois terminée la phase de conquête du pays, la population algérienne connut une croissance continue. La fréquence, la virulence et l’extension géographique des épidémies, reculèrent peu à peu à partir de 1880 ou 1890, avec l'installation de l'administration civile, la fin des opérations de « pacification » et des déplacements de populations, l'amélioration de l'alimentation et, après la Première Guerre mondiale, la généralisation des contrôles sanitaires ou l’amélioration progressive de l’hygiène dans les villes. Il faudra néanmoins attendre la fin des années 1940 pour voir les épidémies disparaître de la région.

## Patrimoine de traditions

### Inscriptions de batailles
23 inscriptions de batailles ont été accordées aux emblèmes des unités ayant participé à la conquête de l'Algérie.
- Alger (1830)
- Blida (1830)
- La Sickack (1836)
- Constantine (1837)
- Mouzaïa (1840)
- Mazagran (1840)
- Sidi-Iahia (1841)
- Beni-Mered (1842) (en)
- Miliana (1842)[102]
- Collo (1843)
- Taguin (1843)
- L'Aurès (1844–1845)
- Biskra (1844)
- Isly (1844)[103]
- Mogador (1844)[103]
- Les Chotts (1844)
- Brézina (1845)
- Sidi-Brahim (1845)
- Temda (1845)
- Zaatcha (1849)
- Laghouat (1852)
- Kabylie (1857)
- Flittas (1864)
- Kabylie (1871)

### Autres batailles
- Bataille de El Amri (Biskra, 1876), tribu des Bou Azid, révolte menée par Ben Ayyash al Jabbari[104]

## Victor Hugo et la conquête de l'Algérie
Malgré de nombreuses réticences, « de nos jours, je soutiens que les nations européennes s'acquittent avec largeur, grandeur et honnêteté de ce devoir supérieur de la civilisation ».

#### Témoignages
- Auguste Barchou de Penhoën, Mémoires d'un officier d'état-major, Paris, Charpentier, 1835 (réédition Slatkine Reprints, 1975).
- Hamdan Khodja, Le Miroir : Aperçu historique et statistique sur la Régence d'Alger, 1833.

#### Ouvrages d'époque
- Edmond Pellissier de Reynaud, Annales algériennes.
- Ernest Carette (1808-1889), Auguste Warnier (1810-1875) : exploration scientifique, cartographie.
- Général Yusuf, De la guerre en Algérie, Éditions de la Germonière, 2023  (ISBN 9798375227924) (réédition annotée de l'édition originale de 1850).

#### Ouvrage universitaire
- Jacques Heers, Les Négriers en terre d'Islam, Paris, Perrin, 2008.

#### Article
- Xavier Yacono, « La colonisation militaire par les smalas de spahis en Algérie », Revue historique, t. 242,‎ 1969, p. 347-394 (lire en ligne sur Gallica).

#### Documentaires
- De la conquête, par Franssou Prenant, 2022, 75min.